# BABYMETAL
BABYMETAL是一個在2010年結成的日本少女偶像暨重金屬樂團。由Amuse公司的製作室長之一、同時是重金屬音樂愛好者的小林啟（KOBAMETAL）擔任製作人。他以主唱中元鈴香（SU-METAL）為中心，水野由結（YUIMETAL）和菊地最愛（MOAMETAL）為雙翼輔佐，創立了BABYMETAL。三名成員全部來自女子偶像團體櫻花學院，兩者同屬Amuse旗下。
BABYMETAL有多個唱片發行公司，日本為BMD FOX RECORDS、歐洲為Edel AG、北美地區為RED Distribution。現場樂器演奏固定由「神樂隊」（見成員章節）支援。BABYMETAL的音樂類型普遍定義為「可愛金屬」，但也可以歸類為重金屬或死亡金屬。
製作人解釋，團名「BABYMETAL」是從象徵可愛與新生的「BABY」及重金屬音樂中的「METAL」兩字合二為一創作出來，帶有「希望團體能夠使全新金屬音樂誕生」的意味。
BABYMETAL成軍短短數年間持續打破多項紀錄，躋身為國際知名樂團。2010年憑藉歌曲〈心跳☆早晨〉在網路上獲得知名度。2013年鞭擊金屬龍頭樂團金屬製品越洋觀賞演出並與其合照，引起海外樂迷討論。2014年發行首張專輯登告示牌排行榜全球專輯榜第1名，開始在歐美地區走紅，同年舉辦第一次世界巡演，成為多個知名音樂節的演出常客。2015年舉辦第二次世界巡演，獲得三家權威媒體《Kerrang!》、《Metal Hammer》與《Loudwire》及其他多個媒體的獎項，受到搖滾／重金屬音樂界的重視。2016年發行第二張專輯，舉辦第三次世界巡演。

## 成員

### 現任成員
| 藝名           | 本名            | 讀音            | 出生日期       | 出身地         | 職務及站位              | 在籍期間        |
| -------------- | --------------- | --------------- | -------------- | -------------- | ----------------------- | --------------- |
| SU-METAL （スゥメタル）  | 中元鈴香 （中元すず香）   | Nakamoto Suzuka | 1997年12月20日 | 廣島縣廣島市   | 主唱、舞蹈 （舞台中央） | 2010年 - 活動中 |
| MOAMETAL （モアメタル）  | 菊地最愛        | Kikuchi Moa     | 1999年7月4日   | 愛知縣名古屋市 | 尖叫、舞蹈 （舞台右側） | 2010年 - 活動中 |
| MOMOMETAL （モモメタル） | 岡崎百百子 （） | Okazaki Momoko  | 2003年3月3日   | 神奈川縣       | 尖叫、舞蹈 （舞台左側） | 2023年 - 活動中 |

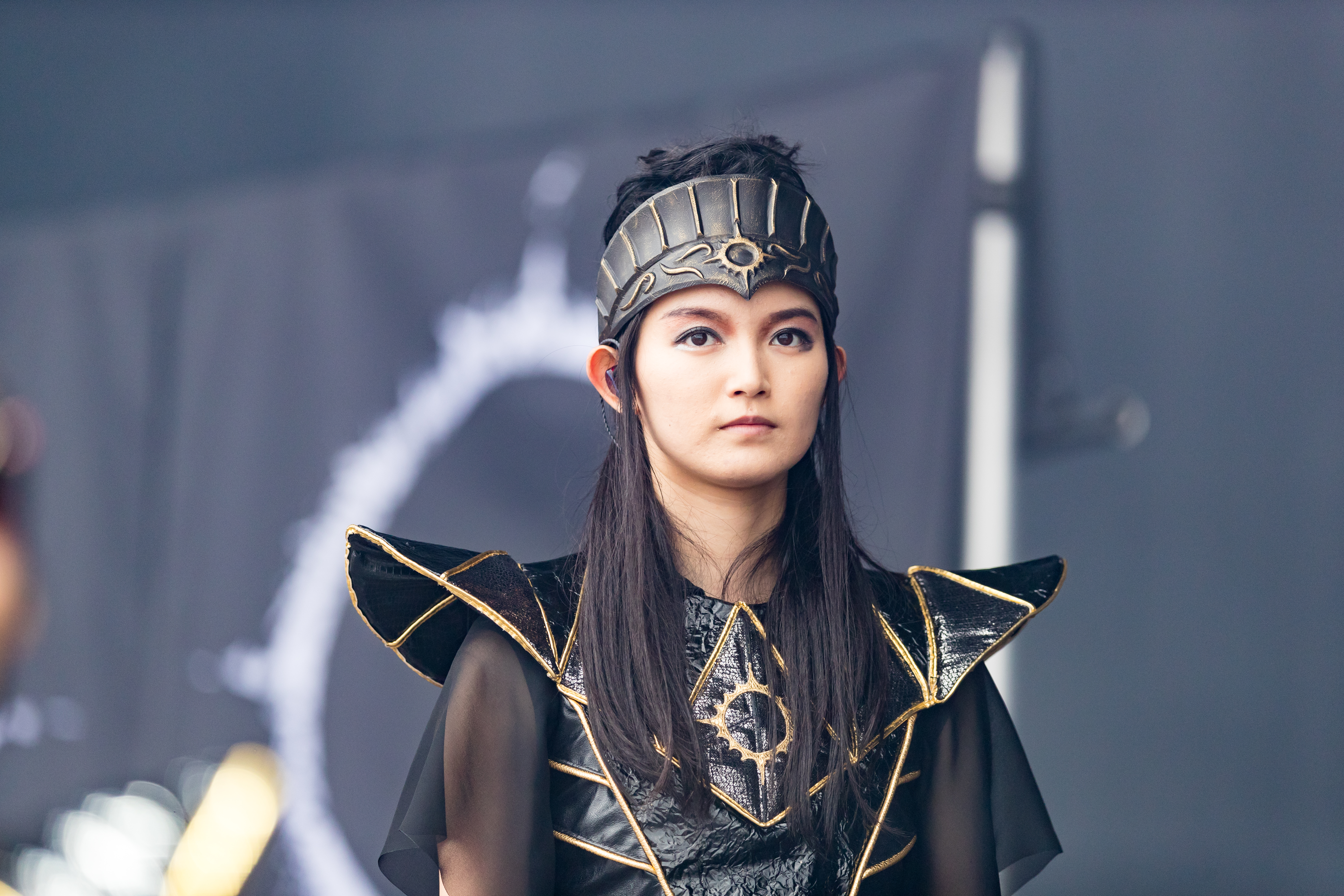
SU-METAL
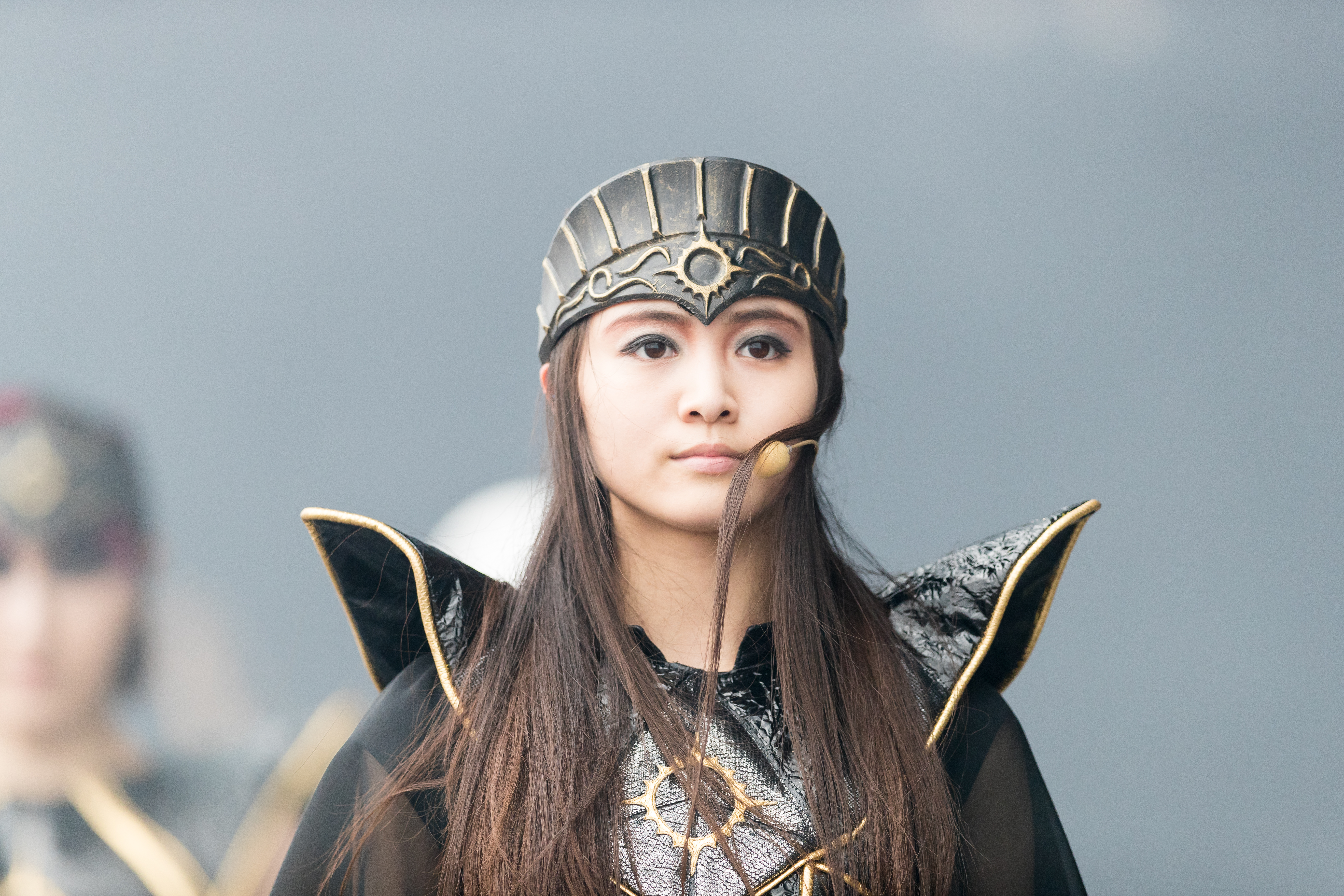
MOAMETAL

### 過往成員
| 藝名                    | 本名     | 讀音       | 出生日期      | 出身地   | 職務及站位              | 在籍期間            |
| ----------------------- | -------- | ---------- | ------------- | -------- | ----------------------- | ------------------- |
| YUIMETAL （ユイメタル） | 水野由結 | Mizuno Yui | 1999年6月20日 | 神奈川縣 | 尖叫、舞蹈 （舞台左側） | 2010年 - 2018年10月 |

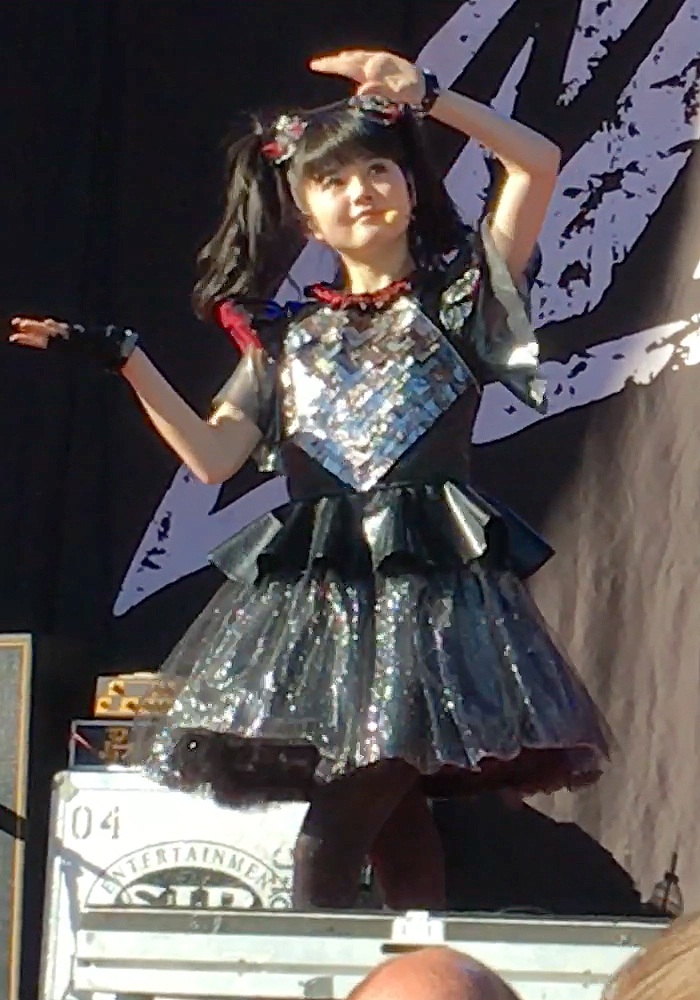
YUIMETAL

## 歷史

### 櫻花學院「重音部」發跡
2010年11月，女性偶像團體櫻花學院的三名重音部成員以「偶像與重金屬之融合」的主題結成衍生團體「BABYMETAL」，並以世界征服為目標。在結成前的一個月，唱片公司TOY'S FACTORY就已經在YouTube網站上搶先發佈第一個作品〈心跳☆早晨〉的音樂影片，吸引大量日本國外的網友瀏覽，留言數逾千，統計顯示觀看的人士多來自俄羅斯、瑞典、芬蘭等北歐國家和美國，播放次數在兩個月內達38萬次。2011年8月27日、28日，同樣作為櫻花學院的重音部BABYMETAL成員參加“東京偶像祭 2011”的演出。10月23日，參與“櫻花學院祭☆2011”的演出。10月24日，正式發行首支單曲〈心跳☆早晨〉，在當期的日本告示牌獨立專輯及單曲榜中排行第80名。
2012年3月7日，與另類金屬／金屬核樂團Kiba of Akiba合作發行單曲《BABYMETAL × Kiba of Akiba》，在日本告示牌獨立專輯及單曲榜中排行11名、Oricon公信榜周榜中排行46名。7月，發行單曲〈HeadBanger!!〉，在日本告示牌獨立專輯及單曲榜中排行衝上第3名。8月，在日本大型音樂節「SUMMER SONIC 2012」成為該活動史上最年輕的樂團。

### 金屬抗爭第一章
2012年10月6日，在東京Shibuya O-EAST舉行首次專場公演“I、D、Z～LEGEND『I』”，也是現場演奏樂團“神樂隊”參加的第一場公演。公演中的影片宣布，樂團以金屬之神——狐神的指示、用金屬樂反抗主流偶像音樂的背景，開啟「金屬抗爭第一章」。11月到新加坡的「亞洲動漫節 2012」出演，是樂團首次海外公演。
2013年1月9日，發行單曲〈欺凌、絕對、不行〉，獲得公信榜週榜第6名、日本淘兒唱片全國單曲榜第2名。《滾石雜誌》日文版評論「破壞性的音樂與可愛的和聲，在嚴肅和幽默之間取得非常絕妙的平衡」。然而，主唱SU-METAL在3月就必須從櫻花學院畢業，因此曾經傳出解散的傳聞，不過樂團隨即在同年2月、SU-METAL畢業前的公演上宣布將不會解散，她也會繼續留任主唱。SU-METAL畢業後，BABYMETAL隨之脫離櫻花學院正式獨立。5月，展開成軍以來第一次國內巡迴「-五月革命-」，四場公演共計7000名觀眾。6月，發行融入江戶時代民謠〈櫻花〉的單曲〈女狐〉，名列公信週榜第7名，此曲錄製了36種不同版本後才定案發表。7月起展開2013年國內音樂節之旅，分別與JAM Project合作參加第二屆Rock Beats Cancer FES音樂節、Summer Camp 2013音樂節、Join Alive音樂節、ROCK IN JAPAN音樂節。
8月，參加對她們職業生涯有著關鍵影響的「SUMMER SONIC 2013」音樂節，不但吸引美國擁有三十多年歷史的老牌金屬樂團、「鞭擊金屬四巨頭」之一的金屬製品越洋觀賞，其吉他手柯克·哈米特更將後台合照放上網路，引發海外樂迷廣泛討論，此舉頗具影響力。9月，在參加稻妻搖滾音樂祭之後，10月又登上亞洲規模最大的年度重金屬音樂節「LOUD PARK 13」，同時也是該音樂節史上最年輕的出演者，其特殊的音樂風格逐漸引起全球重金屬樂迷的注意。11月20日，首次發行的影像作品《LIVE 〜LEGEND I、D、Z APOCALYPSE〜》獲得公信榜藍光綜合排行榜第7名。12月28日，樂團回到海外初演地新加坡進行專場公演。2014年2月2日，受林昶佐邀請，在台灣與閃靈樂團同台共演。7日，首次參加著名音樂節目MUSIC STATION錄影。
2月26日，發行首張原創同名專輯《BABYMETAL》，登上公信榜第4名、美國告示牌排行榜全球專輯榜四度位居第1名，成為53年來首見、進入熱門歌曲前40名的日本藝人，並在七個國家的iTunes Store搖滾音樂專輯下載榜排行前十名。而BABYMETAL官方在YouTube網站上發布的該專輯收錄曲〈給我巧克力!!〉演唱會影片，上傳第9天即達成100萬次點擊，至2016年底的點播數是6300萬次、留言數達7萬多。美國報紙《今日美國》寫道「她們稱之為可愛金屬：一首混合死亡金屬、電子舞曲和甜美J-pop旋律的奇怪歌曲」，美國Fuse電視網將它列為有史以來九個最具實驗性的女團歌曲之一：「第一次聽到會覺得充滿違和感，但你會發現自己沒多久就跟著哼起來了」。這首擁有強烈BABYMETAL風格的曲子，成為樂團至今在國際上最成功的作品。
3月，在日本武道館舉行連續兩天專場公演，共計吸引二萬人入場，以平均14.7歲的年齡更新女藝人出演武道館最年少的紀錄。首日公演雖發生跌落2米舞台及跌傷事故，成員仍敬業繼續完成演出。第二日公演結束之際，透過螢幕影片宣布樂團將開始海外巡迴活動。4月3日，美國YouTube娛樂頻道「Fine Brothers Entertainment」上傳一段美國人在看見BABYMETAL音樂影像後發出驚訝反應的影片，吸引超過1900萬人瀏覽。

### 金屬抗爭第二章

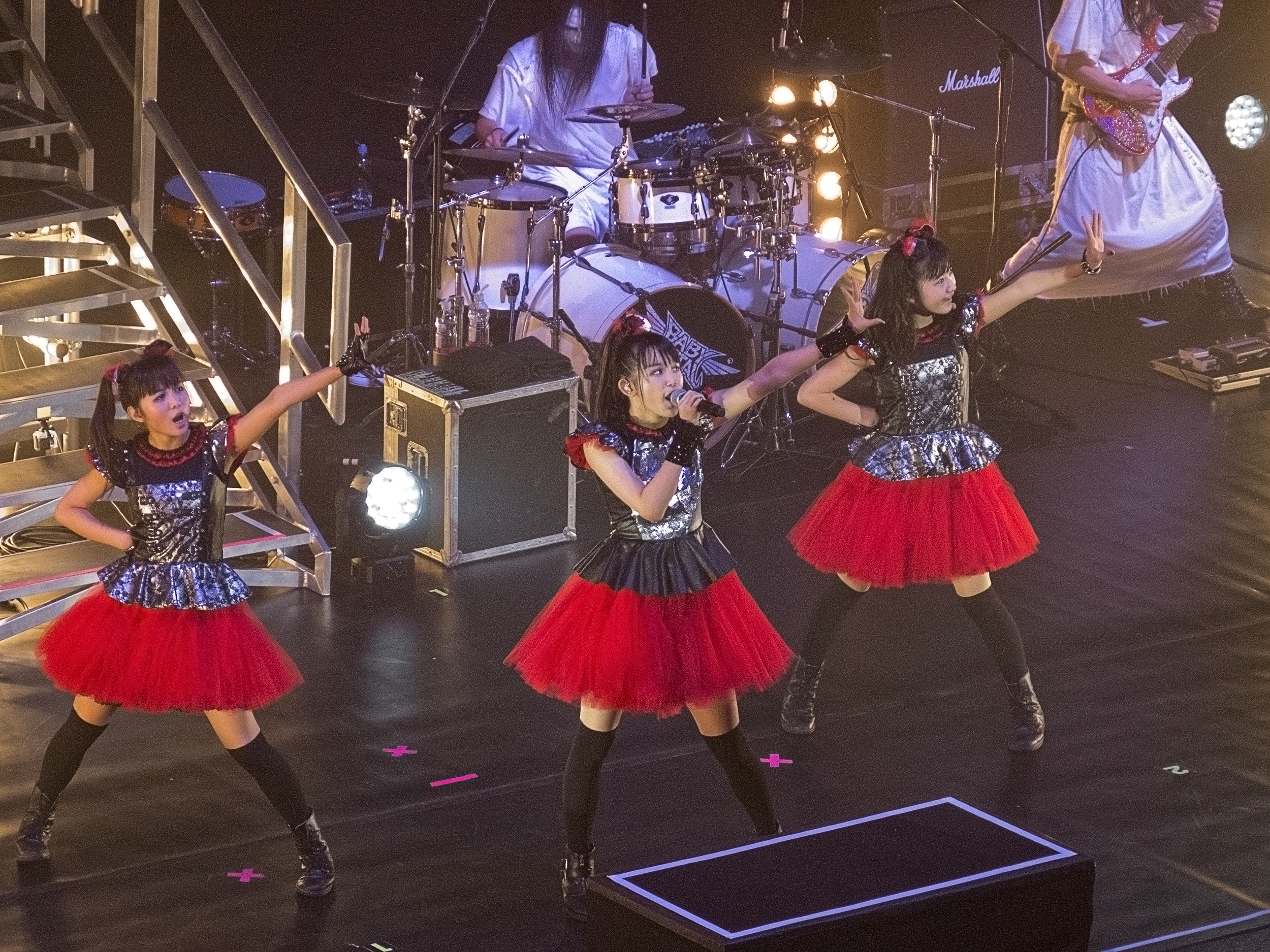
倫敦O2布里克斯頓學院公演 (2014年11月)

2014年7月1日，以法國巴黎為歐洲巡迴演唱會的首站，並在之後到德國科隆演出，最後以英國奈柏華茲舉行的2014年Sonisphere音樂節和倫敦的公演結束七天歐洲行程。這趟巡演是樂團首次在歐洲與海外重金屬樂迷接觸，尤其在Sonisphere音樂節應現場觀眾要求從副舞台換到主舞台，她們演出時匯聚約六萬五千名樂迷，打破該音樂節揭幕觀眾人數的紀錄。據英國記者報導，上一次最高人數紀錄是一萬五千。樂團知名度在歐美地區大開，EarMusic執行總裁喬納森·格林告訴記者：「她們在Sonisphere音樂節的演出一鳴驚人，獲得難以置信的關注度」。英國權威金屬雜誌《Metal Hammer》舉辦2014年重金屬世界杯網路票選活動，BABYMETAL獲選為最能代表日本的樂團。
7月21日追加公演，他們的舞台轉到美國洛杉磯，接著7月下旬到8月上旬連續5日受邀擔任美國流行歌手女神卡卡演唱會的開場嘉賓。8月9日，在加拿大音樂節Heavy MONTRÉAL演出，之後第三年連續在SUMMER SONIC中登台。9月回到日本連續兩場公演作為巡迴終站。11月重返英美追加兩場公演。12月，英國線上音樂雜誌《Complete Music Update》評選樂團是截至2014年最喜歡的藝人之一，英國音樂網站「Gigwise」公布樂團為2014年最佳現場表演第12名。另外，樂團的首張專輯《BABYMETAL》，美國金屬樂媒網站「MetalSucks」評選為2014年前15大金屬專輯第1名、日本淘兒唱片公布為2014年最暢銷榜的第7名、日本老牌網購平台「CDJapan」公布是全店最暢銷商品第1名、公信榜專輯年終總榜位居52名、日本音樂網站「AMP music」最佳專輯評比中位居22名。日本放送協會（NHK）製播特別節目，向國人介紹這個擁有前所未聞風格的樂團、在歐美巡演引起的人氣旋風，並稱其為「金屬樂的救世主」。年底，首次登上日本樂壇指標性的國民節目《Music Station Super LIVE》演出。這一年來樂團因專輯出色的銷量、現場演出的好評以及多家媒體的報導下，收到成軍以來最多的榮譽和迴響。

### 金屬抗爭第三章

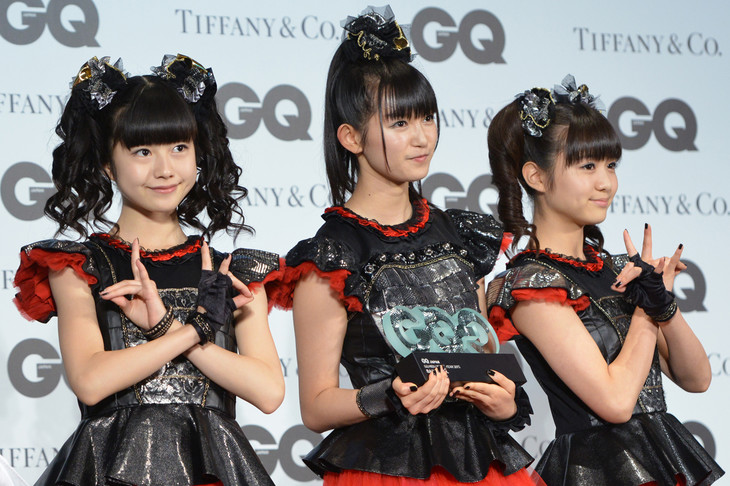
2015年度「GQ Men of the Year」頒獎典禮合影。左至右為YUIMETAL, SU-METAL, MOAMETAL

2015年首日，愛爾蘭媒體網站「The Arcade」的讀者票選中，獲得「2014最佳專輯獎」與「2014最佳樂團獎」。1月7日，武道館演唱會的現場專輯與影像作品發行，拿到公信榜周榜排名第3名與藍光綜合排行榜第1名的成績，以15.7歲的平均年齡更新女藝人紀錄。1月10日，在日本琦玉超級競技場舉行「LEGEND 2015 ～新春狐狸祭～」演唱會，動員人數約2萬人。23日，登上巴西最大重金屬網站「Whiplash.net」讀者票選的「最佳國際樂團」、「最佳國際專輯」、「最佳國際女主唱」、「最佳國際吉他手」、「最佳國際貝斯手」、「最佳國際鼓手」等榜單。28日，獲英國雜誌《Neo》頒予最佳音樂人獎。2月，獲得美國重金屬權威媒體《Loudwire》頒發年度最佳新人獎。日本音樂網站「Metal Japan」公佈評選出來的「近10年十大最佳重金屬現場表演」，其中BABYMETAL在LOUD PARK的表演獲得第3名、SU-METAL獲「年度最佳主唱」、大村孝佳獲「年度最佳吉他手」。自此，她們在日本開始被視為一支正統的重金屬樂團。3月，獲得愛沙尼亞的重金屬網路雜誌《Metal Storm》評選為「最大驚喜獎」與「最佳首張專輯第11名」。在2015“第7回CD店大獎”中，樂團的同名專輯拿到大獎。
5月，在墨西哥、加拿大、美國、德國、法國、瑞士、義大利、奧地利、英國、日本等地開始第二次世界巡演。同月，在日本國內發行的演唱會藍光光碟《LIVE IN LONDON -BABYMETAL WORLD TOUR 2014-》獲得公信榜藍光綜合排行榜第1名，是歷史上首次十歲年齡段歌手連續兩部藍光作品於公信榜獲得第1名。6月11日，在英國權威搖滾雜誌《Kerrang!》主辦的「Kerrang!音樂獎 2015」中獲得獨立精神獎，是日本樂團首次獲此殊榮。6月16日，出席《Metal Hammer》主辦的“金神獎”獲得突破獎，隨後在頒獎儀式上與英國知名的速度金屬樂團龍族悍將同台共演，由龍族悍將成員代替「神樂隊」的位置演奏。6月下旬回到日本幕張展覽館舉辦專場公演。7月，登上《Metal Hammer》雜誌封面，編輯群特意請來老牌傳奇樂團鐵娘子的官方攝影師約翰·麥克默特里操刀拍攝。經過金屬製品、《Metal Hammer》等金屬龍頭表達的支持態度，使得樂界有更多樂迷和媒體去認真看待BABYMETAL。
8月，擔任英國「雷丁里茲音樂節 2015」主舞台第一順位的演出，帶領9萬人大合唱，並更新了最年輕的演出紀錄。9月起，在大阪、北海道、福岡、愛知、東京、神奈川縣啟動第一次日本全國的巡演，日媒以「席捲世界、凱旋歸國」形容樂團帶回海外大人氣的成功。10月，獲《Loudwire》頒發三項大獎：「年度最佳現場演出獎」、「年度最佳重金屬歌曲獎」與「年度粉絲投票冠軍」。11月，分別獲得《GQ》、《Vogue》兩本雜誌頒發的年度特別獎及年度女性大獎，同月也獲得2015 MTV 日本音樂錄影帶大獎評選為最佳重金屬藝人。12月，在橫濱體育館舉辦全國巡演最終站，副標為「三部曲的最終章」，宣布次年4月1日為「FOX DAY」，開始「金屬抗爭第四章」。同月日本唱片協會公布首張專輯獲得金唱片認證。年底，二度登上「Music Station Super LIVE」演出。《日經產業雜誌》將她們列入“創建次世代的100 強”名單，並評價「她們不是偶像，而是一等一的藝人」。日本放送協會今年再度專門錄製一檔名為的特別節目，邀請她們訪談並在錄影現場演出。

### 金屬抗爭第四章

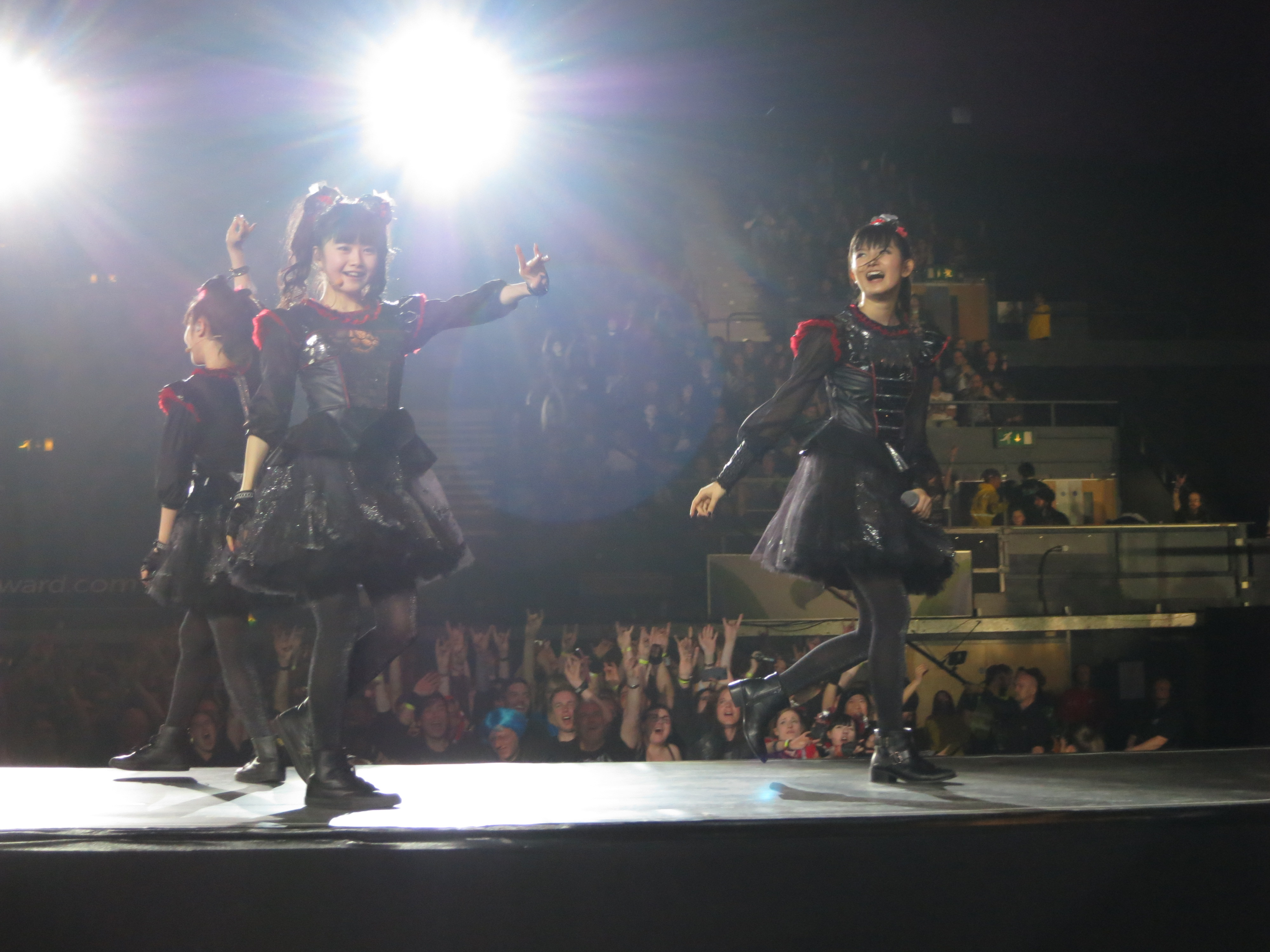
倫敦溫布利體育館公演 (2016年4月)

2016年4月1日第二張專輯《METAL RESISTANCE》全球同步發行，挾著歐美爆紅的氣勢，發行不到一周內即破10萬張銷售量，日本唱片協會隨即頒授金唱片認證獎項。專輯登上日本公信榜第2名、美國告示牌全球專輯榜第1名。另外在英國專輯排行榜登上第15名，更新了41年來首見日本人的最高位置。該專輯在澳大利亞唱片業協會榜衝上第7名，也更新了日本人的紀錄。在《Loudwire》舉辦的4月份樂迷最期待專輯票選中，該專輯在45個樂團評選中以超過6成的得票率獲選。專輯發行次日，在英國、美國、瑞士、奧地利、荷蘭、德國、法國、日本等地展開第三次世界巡演。巡迴首站在倫敦的音樂表演聖地溫布利體育館登場，為日本第一組專場演出的音樂人，約12000人滿座觀賞，英國《衛報》給予該場公演5顆星的滿分評價，並稱之為「BABYMETAL現象」。同時樂團還打破溫布利周邊商品單日銷售額的最高紀錄。此外，4月5日在美國哥倫比亞廣播公司的脫口秀節目斯蒂芬‧科爾伯特晚間秀現場演唱，成為第一組上此節目演唱的日本團體。4月底與任天堂合作，在超級瑪利歐製作大師中加入三名成員親自配音的遊戲角色。

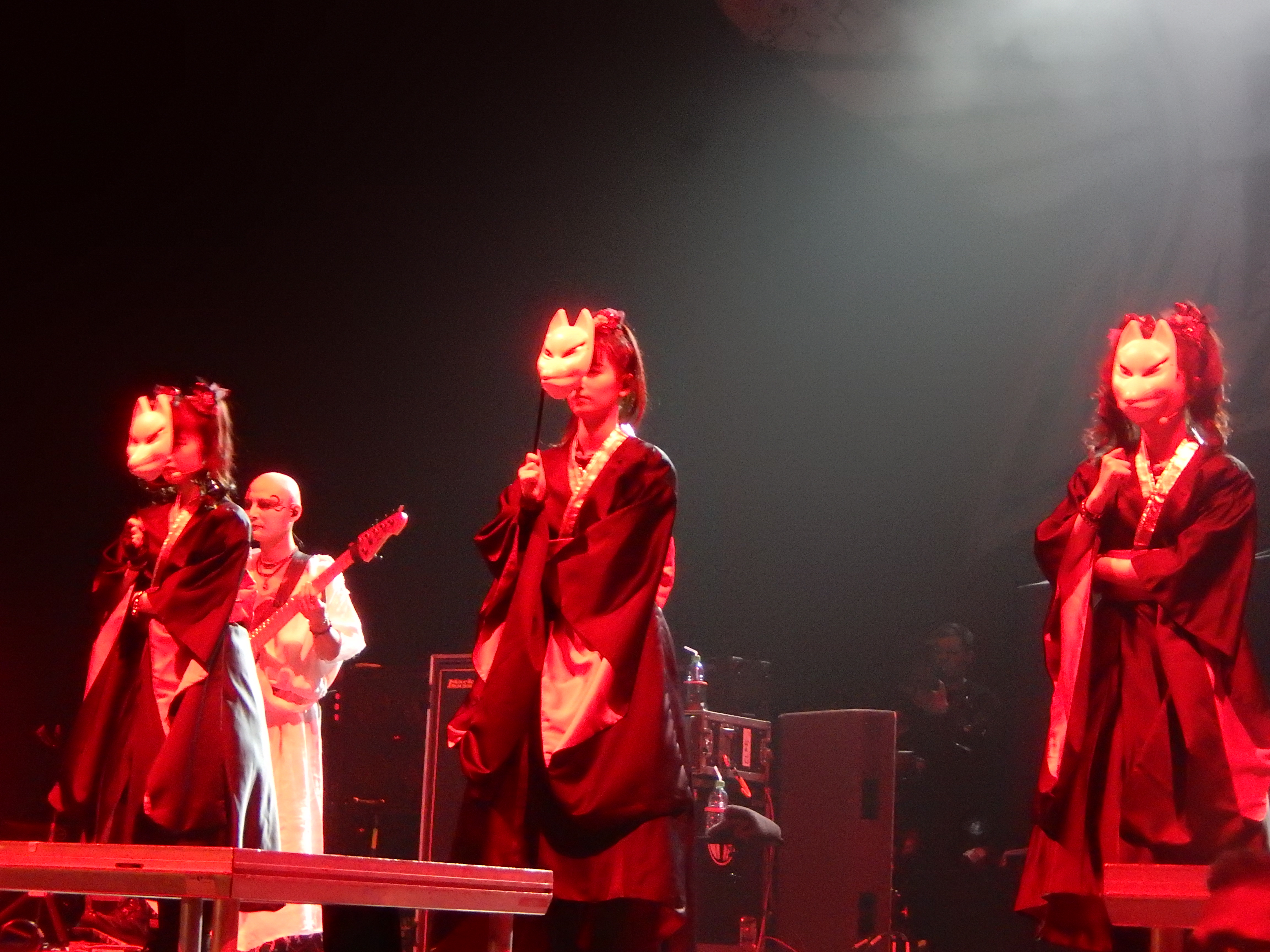
嗆辣紅椒的倫敦O2體育館公演(2016年12月)

5月，世界摔角娛樂（WWE）明星Triple H宣布，樂團的歌曲〈空手道〉將作為官方主題曲之一。6月，獲得「Kerrang!音樂獎 2016」頒發最佳現場樂團獎。接著在英國與法國兩地舉辦的「Download Festival 2016」音樂節，樂團第一次受邀便直接登上主舞台演出。22日，《METAL RESISTANCE》入選《Metal Hammer》雜誌的2016年至今20大專輯。月底，主唱SU-METAL入選《Kerrang!》雜誌評選為當今世界50大搖滾明星的第13名。7月，《BABYMETAL》在《Metal Hammer》雜誌評選的21世紀百大專輯榜中位居第92名、讀者票選則為第1名。18日，在「《另類新聞》音樂獎 2016」與猶大祭司主唱「金屬之神」羅柏·哈爾福德同台共演。在完成歐美行程後的巡演尾聲，樂團回到日本參加四大音樂節『FUJI ROCK』、『SUMMER SONIC』、『RISING SUN ROCK』及『ROCK IN JAPAN』。繼女神卡卡之後，美國搖滾樂團嗆辣紅椒也邀請BABYMETAL，擔任他們年底在英國連續八場巡演的特別嘉賓。
9月19、20日，在日本東京巨蛋舉行兩日公演，動員11萬人次參加，同時也是繼X JAPAN後第二個在東京巨蛋單獨公演的日籍金屬樂團。11月，美國搖滾樂團槍與玫瑰公布2017年1月在日本的四場巡演將由BABYMETAL擔任主要嘉賓。11月23日，《LIVE AT WEMBLEY》藍光及DVD版銷量登上日本亞馬遜與公信榜第1名。12月，樂團第二張專輯《METAL RESISTANCE》的年終成績出爐，接連登上日本淘兒唱片2016年最暢銷總榜第6名、日本亞馬遜音樂類年終銷量排行榜第13名、日本HMV年度最佳銷量榜第19名、美國金屬樂媒網站「MetalSucks」票選為2016年度最佳金屬專輯第1名、美國告示牌全球專輯榜第3名、硬搖滾專輯榜第39名，樂團也登上告示牌的全球專輯藝人榜第4名。12月8日，官方公布將由BABYMETAL擔任2017年金屬製品在韓國的公演嘉賓。12月9日，《LIVE AT WEMBLEY》CD版登上英國亞馬遜另類金屬銷量榜第1名、《BABYMETAL》第7名、《METAL RESISTANCE》第6名。

### 金屬抗爭第五章・第六章
2017年1月5日，美國搖滾樂團嗆辣紅椒宣布二度邀請BABYMETAL，擔任4月在美國連續十場巡演的特別嘉賓。1月10日，贏得《Loudwire》五項大獎：「年度最佳現場演出獎」、「年度粉絲投票冠軍」、「年度最佳金屬專輯獎」、「年度搖滾女神獎」、「年度最佳重金屬歌曲獎」。3月，官方宣布將擔任崆樂團6月的五場美國巡演暖場嘉賓。7月18日起，展開「BABYMETAL 五大狐狸祭 in JAPAN」、「SUMMER SONIC 2017」、「BIG FOX FESTIVAL in JAPAN」等演出。12月2日及3日，在廣島縣立體育館舉行演唱會「LEGEND - S - 洗礼の儀 -」，YUIMETAL因身體不適開始缺席各項演出活動。12月30日，吉他手藤岡幹大在觀測天象時，不慎從高處跌落，後於2018年1月5日突然逝世。

### 金屬抗爭第七章

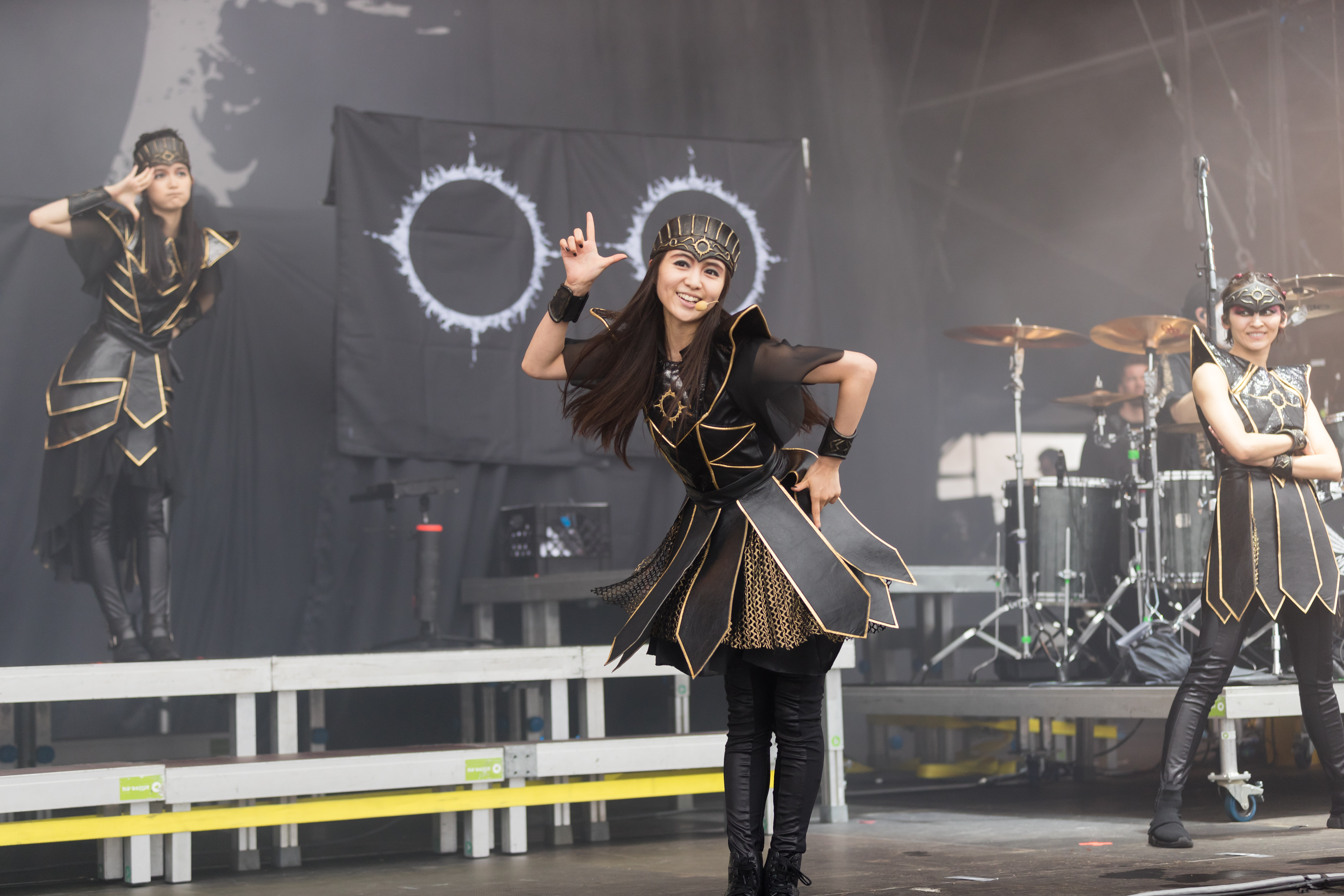
德國「Rock am Ring 2018」公演 (2018年6月)

2018年4月，成立服飾品牌「BMD FOX APPAREL （页面存档备份，存于）」。5月，於堪薩斯城舉行定位為BABYMETAL「黑暗面」（Dark Side）的世界巡迴演唱會「BABYMETAL WORLD TOUR 2018」。YUIMETAL缺席，添加兩名支援舞者，由四人進行舞蹈演出。配合巡演開幕，發行數位單曲〈Distortion〉。與5B Artist Management And Records及Cooking Vinyl一同設立獨立唱片公司「BABYMETAL RECORDS」。在美國搖滾音樂節「Rock on the Range 2018」上作為2nd舞台的首個日本主打音樂人出演。
6月起展開歐洲巡演，出演德國「Rock am Ring 2018」、「Rock im Park 2018」以及英國「Download Festival UK」等大型搖滾音樂節。10月19日，在Amuse官方網站上發表YUIMETAL因身體狀況尚未作好萬全準備，以及「想作為水野由結的身份向夢想邁進」之意願為由，正式退出BABYMETAL的公告。同時，宣布下次公演將啟動以SU-METAL、MOAMETAL為中心的新體制。10月，在幕張展覽館、世界紀念館舉行日本公演「BABYMETAL WORLD TOUR 2018 in JAPAN」。之後，作為追加公演舉行「BABYMETAL WORLD TOUR 2018 in JAPAN EXTRA SHOW "DARK NIGHT CARNIVAL"」，添加五名支援舞者，由七人進行舞蹈演出，並與薩巴頓及GALACTIC EMPIRE共演。12月，在新加坡的猶大祭司演唱會上作為支援嘉賓出演，此外還出演澳洲「Good Things Festival 2018」音樂節。

### 金屬抗爭第八章
2019年6月底啟動年度演唱會巡迴行程，28日開始舉行「BABYMETAL AWAKENS - THE SUN ALSO RISES -」，採用從三名支援舞者中每日替換一名出演的方式回歸三人體制，宣布發售秋季新專輯與2019年度的世界巡迴演唱會「METAL GALAXY WORLD TOUR」日程表。與此同時，發行數位上架新曲〈PA PA YA!! (feat. F.HERO)〉。6月30日出演全球最大規模的搖滾音樂節——「英國Glastonbury Festival 2019」，成為「首個在主舞台之一演出的J-POP樂團」。

### 金屬抗爭第九章
7月，MOAMETAL的20歲紀念公演「BABYMETAL ARISES - BEYOND THE MOON - LEGEND - M -」，在出生地愛知縣的名古屋市國際展示場舉行。8月，出演「SUMMER SONIC 2019」，擔任MOUNTAIN STAGE的壓軸藝人。自9月起，開始「METAL GALAXY WORLD TOUR」。10月11日，第三張專輯《METAL GALAXY》全球同步發行，除了在美國「公告牌二百强专辑榜|告示牌二百大專輯榜」上獲得第13名以外，也在類別榜的最佳搖滾專輯榜中，創下首個獲得第1名的亞洲藝人紀錄。同日在洛杉磯論壇體育館開唱，這是BABYMETAL首次在美國競技場級別場地舉行的專場公演。11月，與日本服裝品牌「山本耀司」合作的聯名商品「Ground Y feat.BABYMETAL "GALAXY" Collection」發售。舉行日本公演「METAL GALAXY WORLD TOUR IN JAPAN」，並邀請飛越地平線樂團擔任特別嘉賓。

### 金屬抗爭第十章
2020年1月25日至26日，在日本千葉縣幕張國際展覽館舉行「METAL GALAXY WORLD TOUR IN JAPAN EXTRA SHOW『LEGEND - METAL GALAXY』」演唱會。表演〈霸凌、絕對、不行〉時，三名“復仇者”和東西方神樂隊悉數登場集結。演唱會尾聲，官方公佈將於10月10日啟動「金屬抗爭第十章」。

## 支援成員

### 舞者
※2018年以後，因YUIMETAL身體不適脫離時及脫退後，在演唱會上開始聘請支援舞者進行演出。
復仇者
在定位為「金屬抗爭第八章」自2019年6月起開始的巡迴演唱會上，採用了從三位支援舞者（復仇者）中每日替換一位出演的三人體制，負責與SU-METAL及MOAMETAL一同表演。復仇者是根據金屬之神「狐神」啟示，每公演僅選擇其中一位並召喚。
| 姓名            | 讀音           | 出生日期      | 出身地         | 職務及站立位置    | 備考                                                                      |
| --------------- | -------------- | ------------- | -------------- | ----------------- | ------------------------------------------------------------------------- |
| 鞘師里保        | Sayashi Riho   | 1998年5月28日 | 廣島縣東廣島市 | 舞蹈 （舞台左側） | 廣島演藝學院 12期生 早安少女組。 9期成員 （2011年～2015年）               |
| 藤平華乃        | Fujihira kano  | 2004年8月28日 | 千葉縣         | 舞蹈 （舞台左側） | 櫻花學院 2015年度生 2019年度 學生會長                                     |
| 岡崎百百子 （） | Okazaki Momoko | 2003年3月3日  | 神奈川縣       | 舞蹈 （舞台左側） | 櫻花學院 2015年度生 （2015年～2018年） 2023年4月起以成員MOMOMETAL名義活動 |

THE CHOSEN SEVEN
在定位為「金屬抗爭第七章」以「黑暗面」（Dark Side）著稱，自2018年5月起開始的海外巡迴演唱會上，採用了在SU-METAL與MOAMETAL中添加兩位支援舞者的四人體制，並在同年10月的日本國內演唱會上採用了添加共計五位支援舞者的七人體制進行演出。THE CHOSEN SEVEN具有「七位勇者」的意思，成為了包含兩位成員與前述的五位支援舞者，七人一同領受之名稱。「黑暗面」體制是將以往服裝中常見的紅與黑，更新為以銀色作為基調色之形象，視覺統一成黑與金，將迄今為止的三人活動稱為「光明面」（Right Side），並定位為反轉的外典。
此外，亦存在著被稱之為SISTERBONE，身穿骷髏服裝的伴舞舞者，在初期的演唱會上參與了披露翻唱曲及混音版等時刻。

### 音樂家
稱之為神樂隊，存在著由兩名吉他手、一名貝斯手、一名爵士鼓手，共計四名支援樂手所構成的伴奏樂隊，擔任在演唱會上限定的現場演奏。據官方故事設定，神樂隊是由金屬之神「狐神」所召喚，身穿白衣或黑衣，有時施以屍妝時而戴著面具。神樂隊在初期的一連串演唱會『五月革命』（2013年）中，是以「小提琴之神」登場。
關於演奏技術，過去在美國週刊音樂業界雜誌《Billboard》的紐約公演報導上，給予了：「伴奏樂隊的本領強到可怕」的評價。
2018年1月5日，自2013年起作為神樂隊吉他手活動的藤岡幹大因意外事故，36歲英年早逝。BABYMETAL的官方Twitter帳戶亦發表推文悼念。
- 吉他之神
（2018年）
- 吉他之神
（2018年）
- 貝斯之神
（2018年）
- 爵士鼓之神
（2018年）

現任成員
※每公演均根據個人行程表輪番上陣。
| 姓名                      | 讀音             | 出生日期       | 出身地                | 職務及站立位置                                                                        | 備考                                     |
| ------------------------- | ---------------- | -------------- | --------------------- | ------------------------------------------------------------------------------------- | ---------------------------------------- |
| 大村孝佳                  | Ohmura Takayoshi | 1983年12月26日 | 大阪府                | 吉他 （舞台右側，基本上是在音源右聲道）（2018年以後，舞台左側，基本上是在音源左聲道） | C4成員 MI Japan東京校 講師               |
| Leda                      |                  | 1987年6月9日   | 三重縣                | 吉他 （舞台左側，基本上是在音源左聲道）（2018年以後，舞台右側，基本上是在音源右聲道） | 前任Far East Dizain成員                  |
| ISAO                      |                  | 1977年12月29日 | 大阪府茨木市          | 吉他 （舞台右側，基本上是在音源右聲道）（2018年以後，舞台左側，基本上是在音源左聲道） | Cube-ray成員                             |
| 平賀 優介                 | Hiraga Yusuke    | 1992年8月10日  | 東京都練馬區          | 吉他 （舞台左側，基本上是在音源左聲道）                                               | Arise in Stability成員                   |
| Kyle Ren C.J.Masciantonio |                  |                | 賓夕法尼亞州Jeannette | 吉他 （舞台右側，基本上是在音源右聲道）                                               | GALACTIC EMPIRE成員                      |
| Dark Vader Chris Kelly    |                  |                | 賓夕法尼亞州費城      | 吉他 （舞台左側，基本上是在音源左聲道）                                               | GALACTIC EMPIRE成員                      |
| BOH                       |                  | 1982年8月14日  | 北海道旭川市          | 貝斯 （舞台左側）                                                                     | 臨時BAND成員 前任BINECKS成員             |
| 瀧田勇 （）               | Taki Isamu       | 1964年8月8日   | 神奈川縣横須賀市      | 貝斯 （舞台左側）                                                                     | 前任Ark Storm成員                        |
| Red Guard Clint Tustin    |                  |                | 賓夕法尼亞州費城      | 貝斯 （舞台左側）                                                                     | GALACTIC EMPIRE成員                      |
| 青山英樹                  | Aoyama Hideki    | 1986年8月29日  | 神奈川縣              | 爵士鼓 （舞台右側）                                                                   | EVER+LAST成員 日本藝術專門學校講師       |
| Eiji MatsuMo-Fo           |                  |                |                       | 爵士鼓 （舞台右側）                                                                   | Radical Hardcore Clique成員 前任FACT成員 |
| Anthony Barone            |                  | 1993年10月8日  | 紐約州長島            | 爵士鼓 （舞台右側）                                                                   | Shadow of Intent成員                     |

前任成員
- 藤岡幹大（臨時BAND） - 吉他

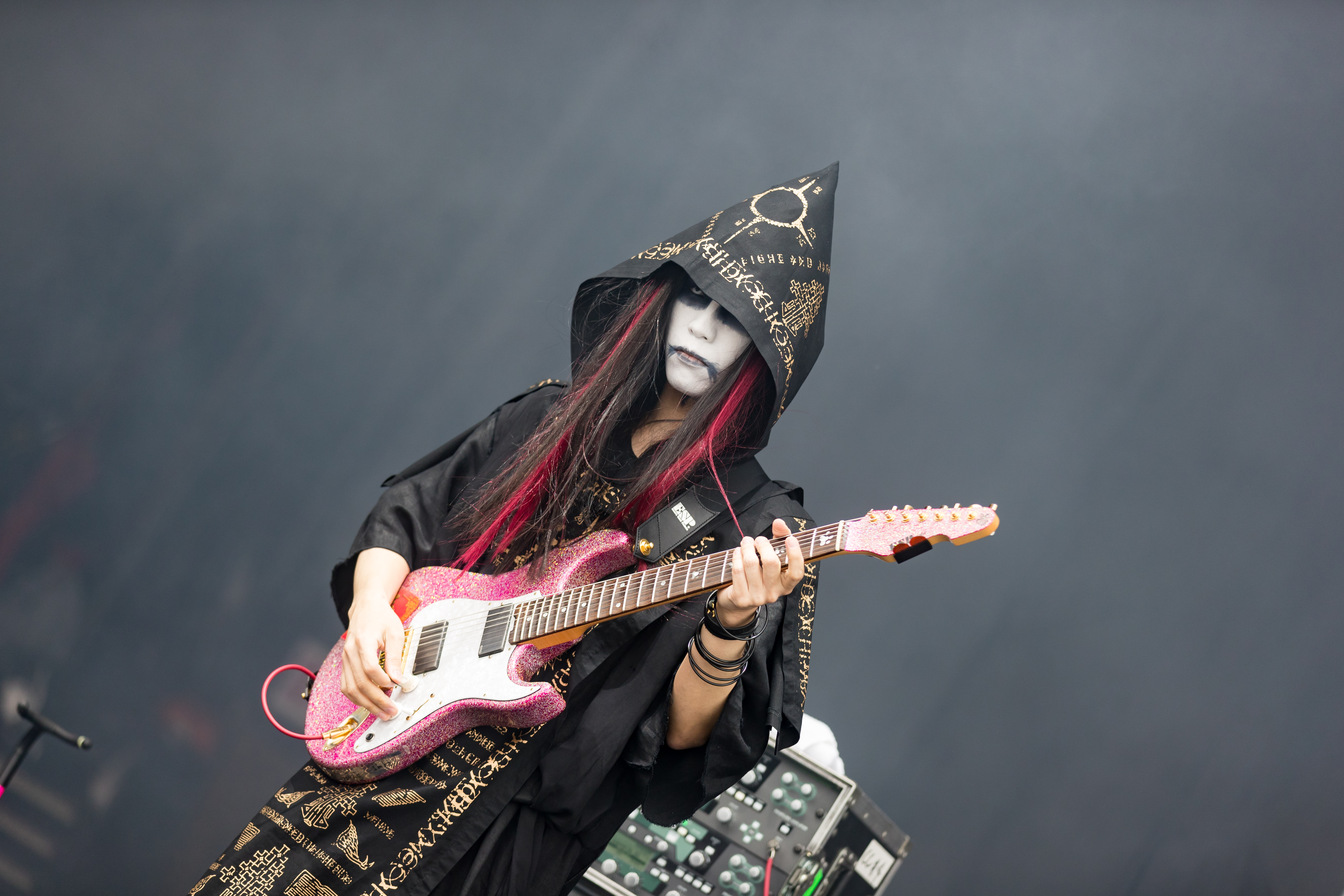
吉他之神 （2018年）
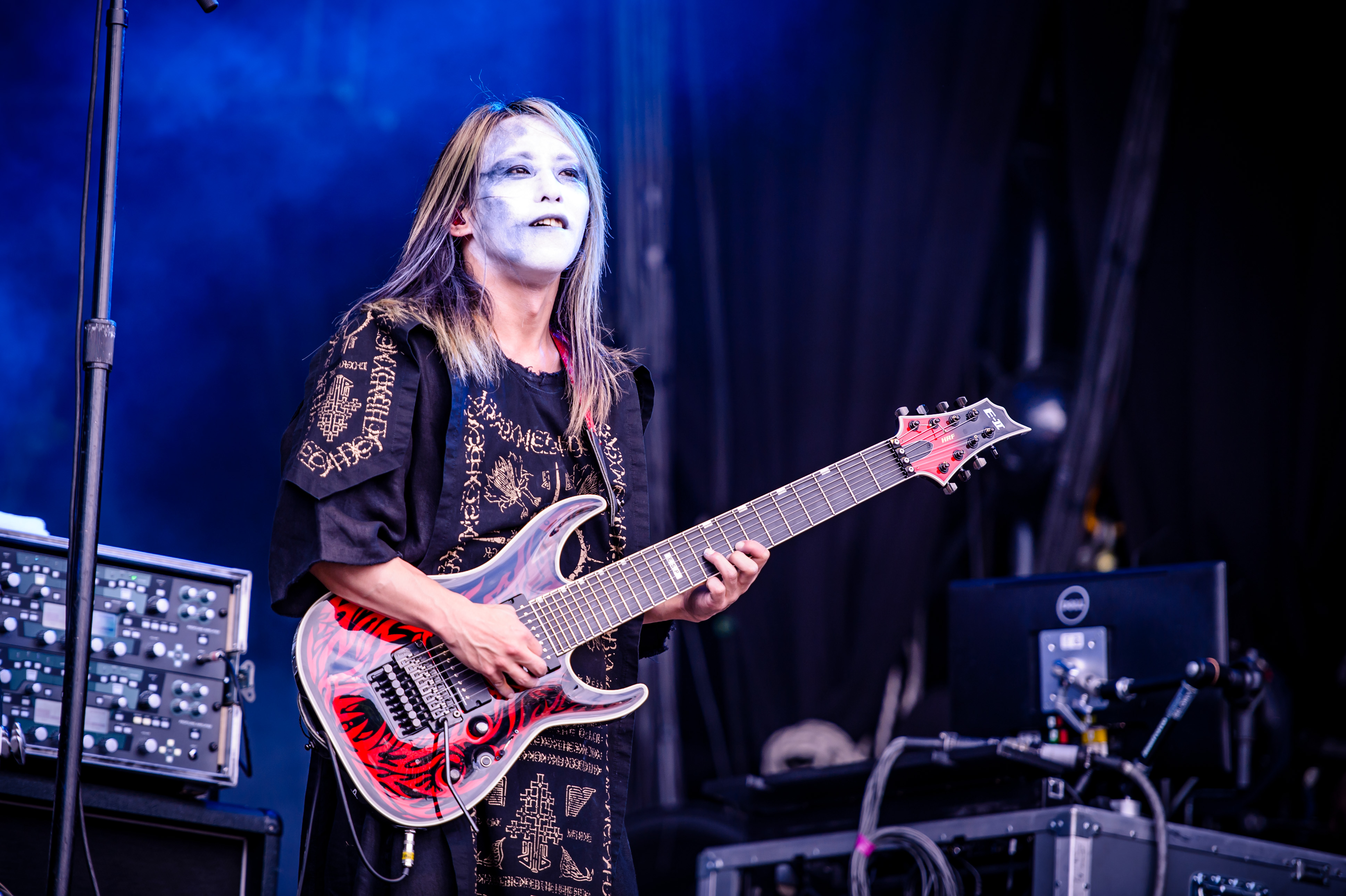
吉他之神 （2018年）
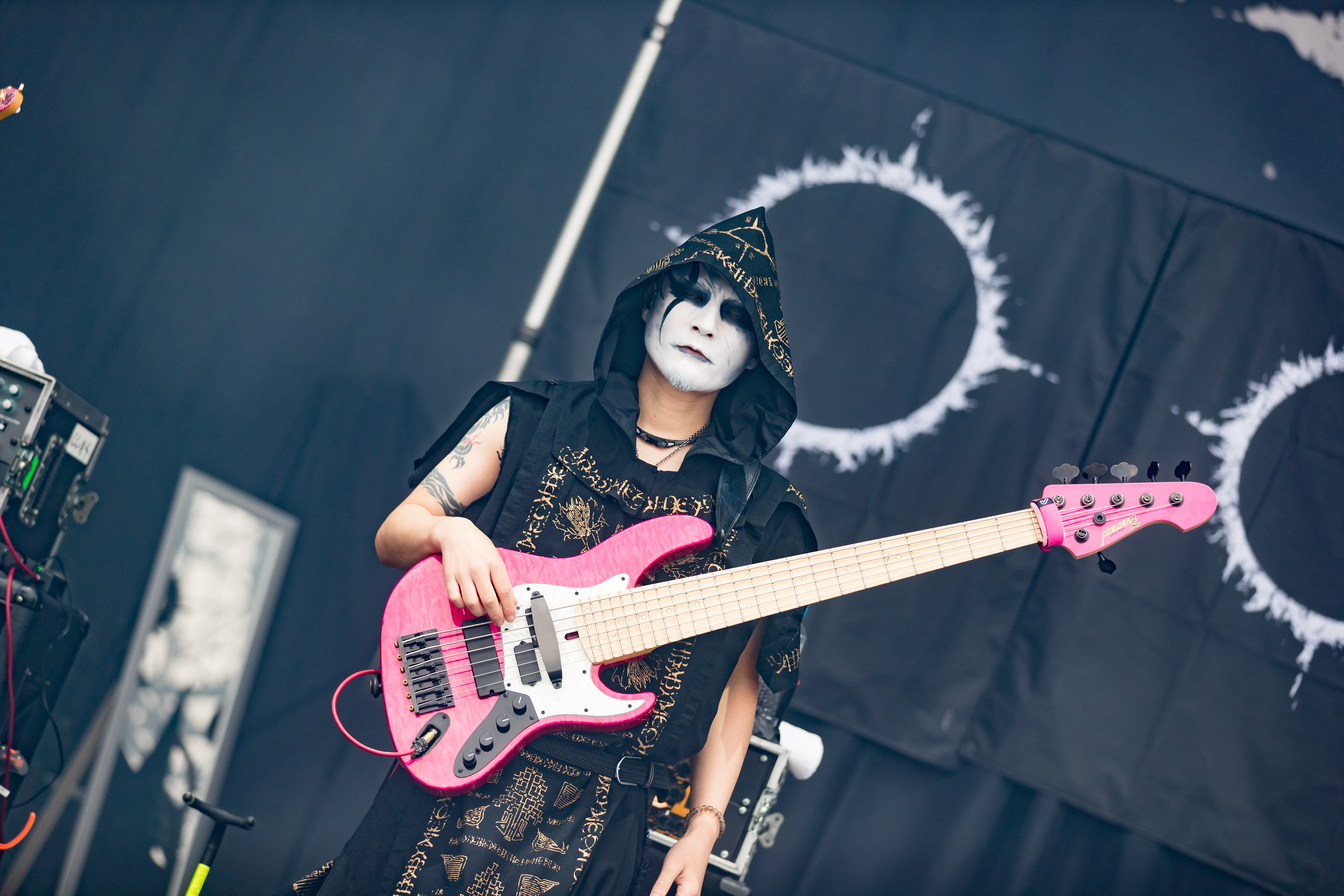
貝斯之神 （2018年）
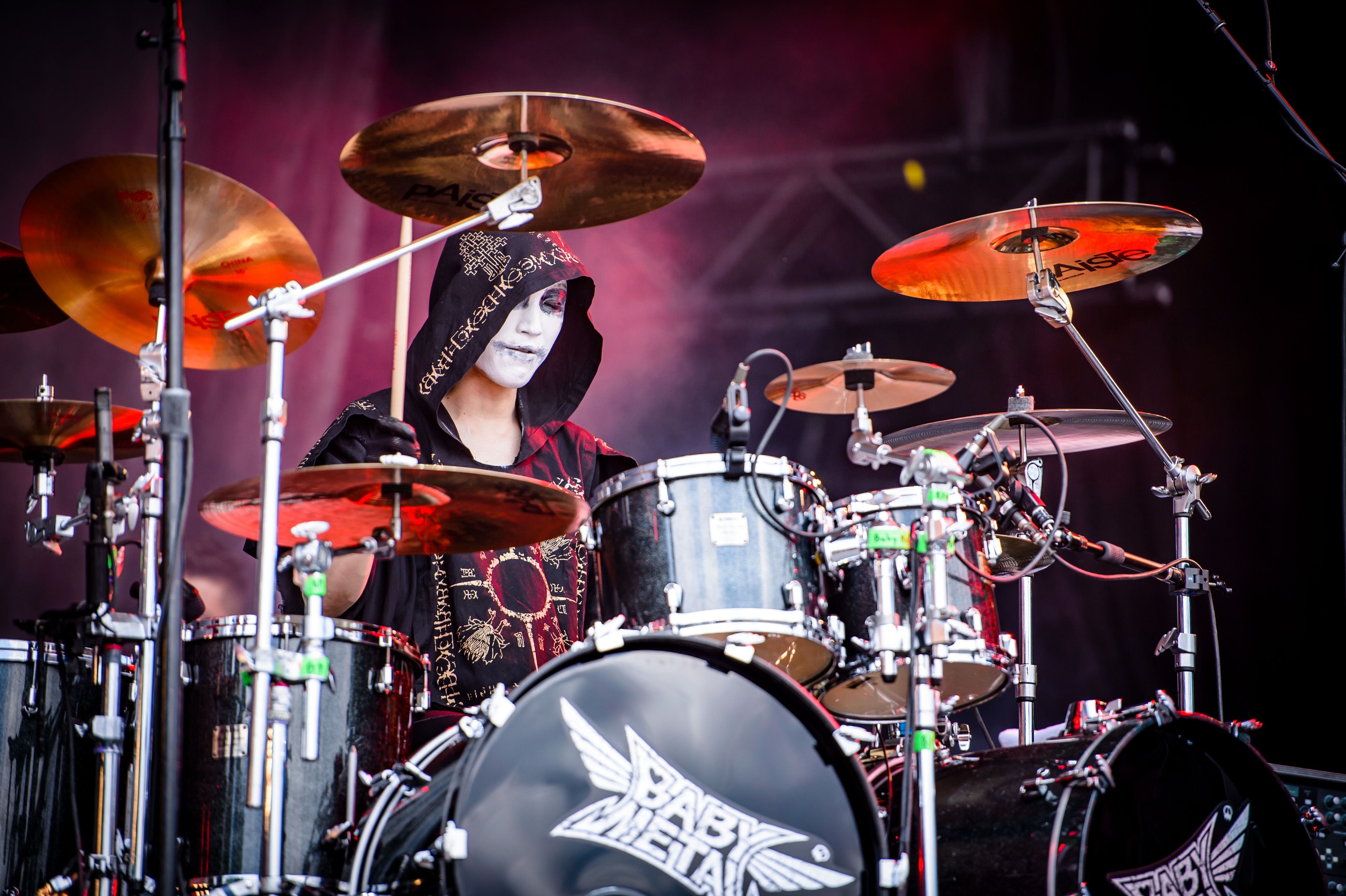
爵士鼓之神 （2018年）

- 前田遊野（日语：前田遊野）（臨時BAND） - 爵士鼓
- 紫煉（UnluckyMorpheus/前任妖精帝國成員） - 吉他
- 新井弘毅（日语：新井弘毅） - 吉他
- RYO（前任BLOOD STAIN CHILD（日语：BLOOD STAIN CHILD）成員） - 貝斯
- SHIN（前任FORCE PRIME成員） - 爵士鼓
- IKUO（日语：Ikuo）（BULL ZEICHEN 88） - 爵士鼓
- 前田秋気（I Don't Like Mondays.） - 爵士鼓
- 小林信一（日语：小林信一 (ギタリスト)）（地獄四重奏（日语：地獄カルテット）） - 吉他
- 角俊太郎（かどしゅんたろう）（TAKUYA and the Cloud Collectors） - 爵士鼓
- 野村康貴 - 吉他
- MIZ（日语：MIZ (ヴァイオリニスト)） - 小提琴

此外，在成軍初期的演唱會上使用了卡拉OK音源，是以稱之為BABYBONE，身穿骷髏服裝的人們用假彈進行演出。

## 音樂作品
BABYMETAL自建團以來，至2016年中，已經共發行8張單曲、2張專輯、4張現場專輯、1張參與合作的專輯，以及7張影像作品；這些作品在日本、歐美、紐澳等世界各地發行，不少有不錯的成績。此外也舉辦了多次演唱會，遍及世界各國；也參與了許多電視節目、電台、雜誌封面和電視廣告等媒體出演。

| - 單曲 - 心跳☆早晨 - HeadBanger!! - 欺凌、絕對、不行 - 女狐 - Road of Resistance - 給我巧克力!! - 空手道 - 合作單曲 - BABYMETAL × Kiba of Akiba | - 錄音室專輯 - BABYMETAL - METAL RESISTANCE - METAL GALAXY - 現場專輯 - LIVE AT BUDOKAN 〜RED NIGHT〜 - LIVE AT BUDOKAN 〜BLACK NIGHT〜 - BABYMETAL LEGEND "2015" 〜新春キツネ祭り〜 - LIVE AT WEMBLEY - 合作參與專輯 - LOCAL IDOL BEST! |

| - 影像作品 - LIVE 〜LEGEND I、D、Z APOCALYPSE〜 - LIVE〜LEGEND 1999&1997 APOCALYPSE - LIVE AT BUDOKAN 〜RED NIGHT & BLACK NIGHT APOCALYPSE〜 - LIVE IN LONDON -BABYMETAL WORLD TOUR 2014- - BABYMETAL LEGEND "2015" 〜新春キツネ祭り〜 - TRILOGY - METAL RESISTANCE EPISODE III - APOCALYPSE | - 世界巡迴 - Babymetal World Tour 2014 - Babymetal Back to the USA / UK Tour 2014 - Babymetal World Tour 2015 - Babymetal World Tour 2015 in Japan - Babymetal World Tour 2016 |

## 特色

### 音樂風格和主題
BABYMETAL開啟了名為「可愛金屬」的全新音樂流派，她們解釋，這是混合了日本流行音樂、偶像文化和重金屬的音樂。團體最常被音樂記者形容的相關類型有重金屬、可愛金屬、死亡金屬、J-Rock和J-pop。但其他一些歌曲元素被歸類為更詳細的流派：
- 旋律死亡金屬 與 交響金屬 —〈Babymetal Death〉
- 速度金屬 —〈欺凌、絕對、不行〉、〈Road of Resistance〉
- 力量金屬 與 民謠金屬 —〈女狐〉
- 鞭擊金屬 與 鐵克諾音樂 —〈給我巧克力!!〉
- 灣區鞭擊金屬 —〈HeadBanger!!〉
- 死亡金屬 — 〈GJ！〉
- 維京金屬 與 哥德金属 —〈金屬太郎〉
- 前衛金屬 與 迷幻搖滾 —〈Tales of The Destinies〉
- 饒舌金屬 與 新金屬 —〈撒嬌大作戰〉
- 工業金屬 —〈Catch Me If You Can〉
- 黑金屬 與 熏黑死亡金屬 —〈Sis. Anger〉
- 新古典金屬 —〈NO RAIN, NO RAINBOW〉
- 交響金屬 與 史詩音樂（英语：Epic Music） —〈THE ONE〉
- 金屬蕊 與 另類金屬 —〈空手道〉
- 迴響貝斯 —〈歡樂★午夜〉
- 鼓打貝斯 與 口香糖音樂（葡萄牙語：Bubblegum pop） —〈泡泡狂熱〉
- 賽博金屬（英语：Cyber metal） 與 後硬核 —〈切分音〉
- 斯卡龐克（英语：Ska punk） 與 響亮搖滾（日语：ラウドロック） —〈糟了！〉
- 雷鬼音樂 —〈4之歌〉
- 電子核 —〈Iine!〉、〈泡泡狂熱〉

作品揉合許多不同的音樂風格，有時一首曲子便囊括了10種元素。美國《告示牌雜誌》形容她們，是唱著甜美的流行旋律卻搭上令人甩頭的重金屬配樂的團體。《滾石雜誌》日文版樂評人南波一海總結她們的音樂說：「本質、重型、幽默、可愛」。
製作人KOBAMETAL表示，他力求打造融合偶像和重金屬風格的團體，理由如下：“在之前我們有了融合偶像和電音的Perfume，我愛她們。但我真的很喜歡金屬樂，所以我想可以試著混合偶像和金屬。”、“如果我們像其他人一樣地去做金屬樂，那麼就很難和他們區別開了。金屬界裡面已經有不少成名的天團，若我們不定位在一個至今未有的新領域裡，那我們就不可能成為獨立唯一的存在了 ”。後來，KOBAMETAL補充說“Babymetal不能被歸類為流行音樂或金屬樂中的某一流派，Babymetal就是Babymetal，是獨特的風格。”她們的音樂中，主唱唱腔較為正經嚴肅，而另2位伴舞成員的和聲則是可愛俏皮，在陽剛的樂器中一搭一唱形成鮮明對比，是重金屬音樂中的首創。除日常生活、抒情、鼓勵青少年等偶像流行的主題，還包含女權、抗爭、反霸凌、憤怒等較貼近搖滾樂精神的歌曲創作。

### 現場表演
有別於傳統搖滾／重金屬樂團的舞台配置，演唱會表演的焦點幾乎全部都落在三位成員的歌聲與舞蹈上。除主唱與副唱外，其餘演奏樂手皆固定在較後方。演出形式中所加入的雙人舞蹈，也是重金屬音樂發展以來的首創，且在整體表演中，舞蹈還佔據十分吃重的比例。舞蹈中不時融合歌詞意義，透過肢體語言傳達（類似於手語的功能）歌曲意象。另外，演唱會中完全沒有MC（談話）時間。他們每場公演都有自己的故事情節，不時播放被稱為「狐神啟示錄」的連環畫劇影片（紙芝居）來描述樂團理念及世界觀（見狐神設定）。

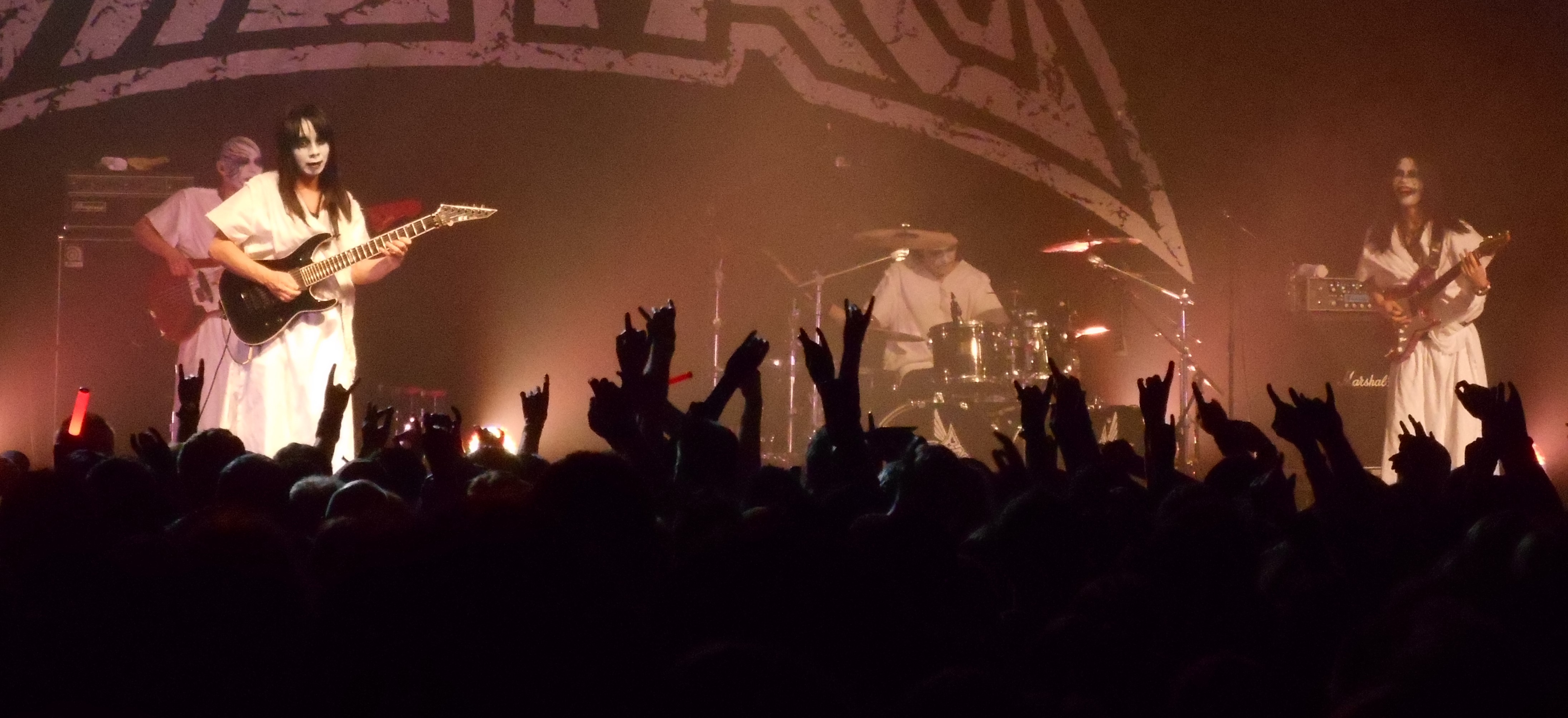
正在表演獨奏的「神樂隊」（2015年，多倫多）

成員在現場演出時並不會演奏樂器，出道早期由一組名為「Babybone」的舞群在背景表演彈奏動作，成員全部穿上骷髏服裝，2012年LEGEND「I」公演「神樂隊」（神バンド；Kami Band）首次出現後，其位置也逐漸由「神樂隊」完全代替至今。有別於「Babybone」，「神樂隊」是真正的現場彈奏表演，其成員聚集一眾日本知名的技術派金屬樂手，他們每次出場都是身穿白袍、面化屍妝。。另外還有一個偶爾會加入演出的伴舞組「Sisterbone」。
演唱會除了三人的表演之外，也會出現SU-METAL的獨唱、神樂隊各樂手的獨奏秀，以及YUIMETAL與MOAMETAL的雙人組合「BLACK BABYMETAL」，該組合的表演則是走可愛路線。同時台下觀眾的組成相當多樣化，除了有重金屬樂迷、搖滾樂迷、J-POP樂迷、穿著哥德式服裝和打扮的Coser 、偶像迷、動漫迷，也有為數不少的中高年歌迷、上班族等等，將各種完全不同文化的愛好者齊聚一堂，並一起進行死牆（Wall Of Death）、衝撞（Mosh Pit）、繞圈衝撞（Circle Pit）等重金屬文化中特有的應援動作。樂團的代表色是紅色和黑色，三名成員的服裝為歌德式／龐克風格，以聖女貞德為靈感、加上維多利亞式襞襟衣領而製作的戰甲上衣，搭配蓬蓬裙和黑長襪，代表金屬少女的抗爭。樂團的象徵物則是狐神、狐面具、由搖滾手勢變化的狐手勢（Kitsune）、以及護頸（此為致敬X JAPAN的團長YOSHIKI）。

### 官方標誌
三名成員早期在櫻花學院時設計的標誌，後來融入了樂團的官方標誌中。愛心是菊地最愛的設計，骷髏頭是水野由結的設計，字母邊框的閃電與翅膀則來自中元鈴香。
- 成軍時的標誌
- 現在的標誌

### 自我介紹
BABYMETAL的三名成員不論是接受採訪還是其他需要發言的場合，都有固定的自我介紹方式。她們的介紹語句是：
|  | SU-METAL DEATH、YUIMETAL DEATH、MOAMETAL DEATH，WE ARE BABYMETAL DEATH！ |

因為「DEATH」跟日文禮貌上的結尾語音近，她們便將日文中的敬語與英文中的死亡結合成雙關語，既有重金屬的風格同時也表現了日本女孩的禮貌。在首張專輯收錄的開場專用曲「Babymetal Death」中，歌詞就用了以上固定的介紹語句。另外，她們在採訪中講話也經常會用DEATH做結尾，官方網站上的訊息常常也是用DEATH結尾。

### 狐神設定
根據演唱會上「狐神啟示錄」所展示的官方設定：
|  | 很久很久以前存在一個金屬之神——狐神，狐神覺得現在世上的音樂都被偶像壓倒性的強大勢力所主宰，偶像音樂以外的歌曲，全被視為有害而被封禁，金屬樂也被主流霸凌，所以狐神派了BABYMETAL三人下凡，背負金屬抗爭的使命，再一次用金屬樂統一世上人心。為了讓她們從偶像走向真正的金屬，狐神給予了她們很多試煉 |

神樂隊的由來（即俗稱的「神降臨」）則是：
|  | 因抵抗偶像勢力的金屬抗爭進入了持久戰，狐神為了賜予BABYMETAL更多力量，降下了吉他之神、貝斯之神、爵士鼓之神組成神樂隊，來幫助BABYMETAL三人發起進一步的聖戰 |

三位成員僅僅是全能狐神選中的傳教者，是狐神引領著她們邁出演藝生涯的每一步，三人稱做""（狐神的指示）。成員私人生活上的問題是不被允許讓媒體提出的，所以她們的口頭禪是「Only The Fox God Knows!」，只要問的問題她們三人不曉得、太過私人、或是未來還沒確定的事項，一律回應只有狐神知道。（這種設定類似聖飢魔II自稱是來自地獄的惡魔樂團）
製作人表示：「想像一下，如果米老鼠從迪士尼樂園中出來娛樂大眾，之後卻脫下自己的戲服然後跟你們說'哦，我累壞了，我討厭我的工作'這種話，那就等於擊碎了人們的美夢，摧毀了人們的幻想。所以這樣（維持神秘感）能讓女孩們生活得更簡單些。」他堅稱，「因為她們能夠專注於完成Babymetal的分內事，能夠使她們將注意力集中在舞台上自己必須維持的身份，而不用因為其他事情而心煩意亂。從這一層意義上來說，其實她們更自由。」

### 製作
BABYMETAL有強大的幕後團隊支援，其幕後核心是集所有創作、策畫、統籌於一身的製作人。從2010年成軍時，他就開始尋找能製作出色金屬與偶像歌曲的音樂人才。所有一切都是經過精心規劃的，從詞曲、錄音、舞步到演出的燈光顏色等各種細節，即使是神樂隊樂手們臉上的妝、身上的衣服。製作人說：「我們做了嚴格的篩選，從錄音室與巡迴的樂手，一直到視覺效果等等。」樂團每一首歌的音色和創作者都不盡相同，因為融合多種差異甚大的重金屬風格，所以製作人會選擇符合樂曲風格的樂手去製作、演奏對應的曲子。
由於製作人的樂團文化背景，團隊的運作方針較為極端，即使是燈控師也是從金屬音樂節中找來的。他也表示：「日本其他偶像組合通常由專用的製作團隊一手包辦寫歌，然後把作品交給歌手'來吧，唱這首'。歌手唱過一次之後就結束了，這就是標準的製作流程，像製造泡麵的流水生產線。作為一個樂迷，我想說的是這個趨勢並不有趣，所以Babymetal的歌曲製作團隊是由來自不同團體的人員集合而成的。我們會先規劃好藍圖，主題和架構、細節和元素、現場的特性，所有的一切，然後不斷反覆地嘗試不同的編曲和調音，這也是我們製作所有歌曲的流程。我們會一次又一次地使用不同的樂器編排，追求最想要的金屬樂。」、「幕後的編曲者、樂手，所有的人對金屬樂都是相當認真的。從其他的金屬樂手以及聽眾口中得到的讚美也證明了我們所做的是對的」。
經常合作的詞曲創作者包括上田剛士、Yuyoyuppe、嘉生大樹、tatsuo、NARASAKI、江戸山こべに、小内喜文、中田カウス、MK-METAL、NORiMETAL、RYU-METAL、TSUBOMETAL、Mish-Mosh、NORiMETAL等音樂人，成員也有親自作詞作曲，如。導演田中紫纹負責所有作品的插圖設計、藝術指導及live現場連環畫劇的監製，他說：「製作時比起著重於考慮偶像方面的東西，我更著重於考慮歌曲上與LIVE上的。」。周邊商品的設計師為HIROSUKE（BALZAC主唱）、服飾品牌ROLLING CRADLE代表、平面設計師Yutty／KiSS OF DEATH、及兩位插畫家KAgaMI和江川敏弘。現場舞蹈是由同公司的編舞家、因Perfume的獨特舞蹈與里約奧運閉幕式聞名的MIKIKO老師所設計指導，她的編舞是以五感共鳴為目標：「給空間塗上顏色，讓音樂通過舞蹈彷彿能夠被看見，將歌詞的世界觀通過視覺擴展，最大限度引出跳舞之人的魅力。」。新歌的舞蹈動作在巡演中經過不斷進化才會最終成型。有些舞蹈動作則是成員自己編製的。

### 致敬
BABYMETAL有許多向老牌金屬樂團致敬的元素，包含在樂曲、象徵、演唱會現場及周邊商品中。製作人KOBAMETAL在雜誌採訪中說：「如果BABYMETAL能為樂迷們打開金屬樂的大門，讓大家去發掘金屬樂以前的作品的話那真的很棒。BABYMETAL的歌有著大量致敬的地方，所以去尋找它們的起源會是一件樂事，最近我聽說願意去發掘音樂……花功夫去尋找這些創作原型和靈感源泉的人在減少。如果金屬樂的經典名曲透過BABYMETAL得到更廣泛的關注，我會很高興的！」
向X JAPAN的致敬元素：
- 〈紅月 Akatsuki〉與〈紅〉結構氛圍相似，歌詞都有"染紅"[247]
- 〈紅月 Akatsuki〉演唱前SU-METAL大喊「AKATSUKI DA~~」；〈紅〉演唱前TOSHI大喊「KURENAI DA~~」[248]
- 〈紅月 Akatsuki〉雙吉他solo後半部分；與〈Silent Jealousy〉的雙吉他solo相似，都運用了對位法[16]
- 〈No Rain No Rainbow〉與〈ENDLESS RAIN〉結構氛圍相似，歌詞都有"無盡的雨"[249]
- 〈欺凌、絕對、不行〉中"不行不行"的舞蹈動作；與X JAPAN著名的觀眾動作"X JUMP"相似[250]
- 〈欺凌、絕對、不行〉中"飛吧！飛吧！飛吧！飛吧！"的合聲；〈X〉中，HIDE會念一段很長的"飛吧！飛吧！飛吧！飛吧！"來煽動現場[16][251]
- 應援物之一是護頸；YOSHIKI因頸椎椎間盤突出，從1996年底就常戴護頸上台[16]
- 演唱會結束時會喊「WE ARE？」「BABYMETAL！」向觀眾互動；與〈X〉演出間奏固定的互動儀式「WE ARE？」「X！」相似[252]
- LEGEND「1999」聖誕祭在台上彈奏河合CR-40A水晶鋼琴；YOSHIKI的個人標誌之一是河合CR-40A水晶鋼琴[16][253]
- 2014年在武道館宣布將離開日本展開世巡，以'JAPAN'不斷重複至Fade Out結束；X JAPAN的開場廣播是以'JAPAN'不斷重複至Fade Out結束[254]
- 2015年開場廣播，以BABYMETAL中的'METAL'不斷重複至Fade Out結束[255]
- 舞台上偶爾出現的Zildjian銅鑼；X JAPAN舞台上固定都會擺一面Zildjian銅鑼[16]
- SU-METAL敲完鑼以後就昏迷；YOSHIKI在1989年澀谷公會堂的表演中途昏倒前敲了一下鑼[16]
- 演唱會'赤ぃ夜'、'黑ぃ夜'的命名；X JAPAN於1994年底也有過'青ぃ夜'、'白ぃ夜'的命名[256]
- YUIMETAL和MOAMETAL拿二氧化碳壓縮器噴向觀眾；YOSHIKI都會在〈Orgasm〉進行中拿著二氧化碳壓縮瓶噴向觀眾[257]
- 在目黑鹿鳴館（日语：目黑鹿鳴館）舉行第一次（形式上的）專場演出；X在1986年於目黑鹿鳴館舉行第一次專場演出[16]
- 目黑鹿鳴館等候進場時的背景音樂是〈Vanishing Love〉；這首曲子收錄在X當年聲名大噪的獨立專輯《Vanishing Vision》中[16]
- 煽場曲在編曲時參考了X的〈Stab Me In The Back〉現場煽動效果[16][258]
- 在LEGEND「D」暨SU-METAL聖誕祭中的影片，提到SU-METAL在1997年出生後10天、傳奇樂團X JAPAN在東京巨蛋裡舉行了解散演唱會[16]

向其他樂團致敬的元素：
- 〈撒嬌大作戰〉整體曲風是向林普巴茲提特著名的饒舌金屬風格致敬，中間出現佛瑞·德斯特（英语：Fred Durst）的歌聲取樣[16]
- 2015年橫濱體育館舞台上的巨大埃及風格狐神雕像，是向鐵娘子的吉祥物艾迪（英语：Eddie the Head）的埃及扮相、也向該樂團的《力量之奴（英语：Powerslave）》專輯封面致敬[16][220]
- 奧茲·奧斯本、羅尼·詹姆斯·迪歐、羅柏·哈爾福德、凱瑞·金（英语：Kerry King）、詹姆斯·海特菲爾德、柯克·哈米特、史考特·伊恩（英语：Scott Ian）、戴夫·馬斯泰恩、科瑞·泰勒（英语：Corey Taylor）、佛瑞·德斯特（英语：Fred Durst）、鞭傷聖徒（英语：Stryper）、異教狂徒、小暮閣下等金屬名人與樂團的畫像曾出現在連環畫劇影片中[223][259]
- 〈Sis. Anger〉曲名向金屬製品的曲子〈St. Anger（英语：St. Anger (song)）〉致敬[260]
- 金屬製品《聖氣凌人》專輯封面的紅色拳頭圖案，曾被狐手勢致敬[261]
- 成員的一套薄紗裙中將鉻色的類金屬材質織入，用來對金屬製品致敬[262]
- 演出〈欺凌、絕對、不行〉前時常播放的引導影片中，有一幀雙手交叉的畫面，是向極限荷爾蒙的專輯《重返人間（英语：Bu-ikikaesu）》封面致敬[263]
- 一些周邊商品向猶大祭司、摩托頭、比蒙巨獸（英语：Behemoth (band)）、金屬製品、麥加帝斯、超級殺手、炭疽、聖約、黑暗王座（英语：Darkthrone）、滾石等樂團的標誌風格、專輯封面致敬[16][264]
- 《METAL RESISTANCE》首批限量版封面是向飛越地平線的〈王位（英语：Throne (song)）〉音樂錄影帶致敬[265]
- LEGEND「1999」聖誕祭上的連環畫劇影片中，提到成員YUI和MOA是聖飢魔II的孩子，她們二人都是1999年出生，也就是聖飢魔II全體返回地獄的那一年

另外，演唱會「天下第一金屬武道會」向七龍珠的「天下第一武道會」做了致敬。李奧納多·達文西的名畫《最後的晚餐》、桑德羅·波提切利的名畫《維納斯的誕生》、歐仁·德拉克羅瓦的名畫《自由引導人民》、老揚·勃魯蓋爾及彼得·保羅·魯本斯所畫的《伊甸園與亞當的墮落》都被致敬過。連環畫劇中的字幕有時也會向「星際大戰」系列電影致敬，如經典的開場字幕和黑武士達斯·維達，三名成員也曾手持絕地武士的光劍在演唱會登場。

### 合作
自成立以來，BABYMETAL已經與各式各樣的藝術家合作過，無論是日本還是國際上。
| 年份   | 合作對象                                       | 企劃內容                                                           | 來源    |
| ------ | ---------------------------------------------- | ------------------------------------------------------------------ | ------- |
| 2012年 | 日本金屬樂團 Kiba of Akiba                     | 合作發行單曲《BABYMETAL × Kiba of Akiba》                          | [ 267 ] |
| 2012年 | 日本視覺系樂團 SuG、創作歌手 田村歩美          | 舉行合作演唱會「SuG LIVE BATTLE 2012 'LIVE! TOWER RECORDS DAY'」   | [ 268 ] |
| 2013年 | 瑞典金屬樂團邪神大敵前吉他手 克里斯多福·阿莫特 | 單曲〈欺凌、絕對、不行〉限量版中收錄其吉他彈奏版本                 | [ 269 ] |
| 2014年 | 日本搖滾樂團 筋肉少女帶                        | 舉行合作演唱會「筋肉少女帶／BABYMETAL」                            | [ 270 ] |
| 2014年 | 臺灣金屬樂團 閃靈                              | 「完全櫻樂團 第壹團 重音偶像大對決」同台共同演出                   | [ 55 ]  |
| 2014年 | 美国流行歌手 女神卡卡                          | 連續五場「流行藝術巡迴演唱會」巡演的固定開場嘉賓                   | [ 271 ] |
| 2014年 | 英国金屬樂團 龍族悍將                          | 合力創作〈Road of Resistance〉，吉他部分由李康敏與山姆·托曼負責    | [ 272 ] |
| 2015年 | 英国金屬樂團 龍族悍將                          | 「Download Festival 2015」音樂節的神秘嘉賓，同台共同演出           | [ 273 ] |
| 2015年 | 英国金屬樂團 龍族悍將                          | 「Metal Hammer金神獎 2015」同台共同演出                            | [ 274 ] |
| 2015年 | 美国DJ／歌手／製作人 史奇雷克斯                | 「ULTRA JAPAN 2015」音樂節的神秘嘉賓，同台共同演出                 | [ 275 ] |
| 2016年 | 日本遊戲開發商 任天堂                          | 為「超級瑪利歐製作大師」按成員樣貌開發的遊戲角色配音               | [ 127 ] |
| 2016年 | 英国金屬樂團猶大祭司主唱 羅柏·哈爾福德         | 「另類新聞音樂獎 2016」同台共同演出                                | [ 136 ] |
| 2016年 | 美国電影公司 華納兄弟                          | 拍攝真人結合動畫的網路影集                                         | [ 276 ] |
| 2016年 | 美国搖滾樂團 嗆辣紅椒                          | 連續八場「The Getaway World Tour」巡演的固定特別嘉賓、同台共同演出 | [ 138 ] |
| 2017年 | 美国金屬樂團 金屬製品                          | 「WorldWired Tour」巡演嘉賓                                        | [ 146 ] |
| 2017年 | 美国搖滾樂團 槍與玫瑰                          | 連續四場「Not in This Lifetime... Tour」巡演的固定特別嘉賓         | [ 140 ] |
| 2017年 | 美国搖滾樂團 嗆辣紅椒                          | 連續十場「The Getaway World Tour」巡演的固定特別嘉賓               | [ 148 ] |
| 2017年 | 美国新金屬樂團 崆樂團                          | 連續六場「KORN US TOUR」巡演的固定特別嘉賓                         | [ 150 ] |

## 官方會員
BABYMETAL設有官方網站「THE ONE」會員制度，歌迷可透過註冊及認證後加入。成為官方會員後即擁有多項福利，如會員限定周邊商品、日本國內的演唱會門票抽選權、會員限定公演參加權、各式活動預告等獨享內容。
- 入會時需從每年不同的信物中拿取一組使用代碼，期限在該年度有效[278]。消費者需在演唱會場或是官方購物網站（www.asmart.jp）購得「THE ONE」信物（2015年為T恤、2016年為頭巾、2017年為T恤）後取得使用代碼，憑此代碼在「THE ONE」會員網站註冊一組帳號[279]。填寫相關訊息、補上照片、註冊完畢後則成為「THE ONE」會員，網站同時會授予會員一組專用的METAL NAME[280]。
- 擁有會員資格者，可在官方購物網站購買BABYMETAL會員專屬商品，也可參加BABYMETAL會員專屬演唱會。只有會員才有演唱會門票抽選權，但會員專屬演唱會是不定期舉辦的，且會要求參加的會員著特殊裝扮才能入場。有時也會舉行男、女性別限定的專場演出[281]。會員若抽選演唱會「THE ONE」席或是「THE ONE」會員專屬演唱會，均需在演唱會場實施顏認證（臉部辨識）才能入場[282]。

## 其他樂團的支持
BABYMETAL已收到許多音樂圈內的公開支持，如：
- 美国金屬樂手 馬蒂·弗里德曼[283]
- 美国搖滾樂團槍與玫瑰吉他手 史萊許[284]
- 美国DJ／製作人 史帝夫·青木[285]
- 南非歌手／製作人 沃特金·都鐸·瓊斯（英语：Watkin Tudor Jones）[286]
- 美国樂團滑結／石頭橘子（英语：Stone Sour）主唱 科瑞·泰勒（英语：Corey Taylor）[214]
- 美国DJ／製作人 史奇雷克斯[287]
- 美国另類金屬樂團盲音主唱 奇諾·莫雷諾（英语：Chino Moreno）[288]
- 英国金屬核樂團飛越地平線主唱 奧利佛·塞克斯（英语：Oliver Sykes）[22]
- 美国流行歌手 女神卡卡[287]
- 日本影視演員／歌手 加山雄三[289]

等音樂藝人。也包括一些業界人士如母帶工程大師泰德·傑森、唱片公司earMusic執行總裁喬納森·格林、經紀公司United Talent的經紀人羅斯·溫拿克、搖滾樂攝影師羅斯·哈夫因、網路製作人法恩兄弟等等。
另外，眾多搖滾樂和金屬樂團或其中成員、以及其他類型的音樂人和BABYMETAL的合照時常出現在網路上，其中不乏一些音樂圈內地位極高的人物，如：
- 美国鞭擊金屬四巨頭 金屬製品、超級殺手、麥加帝斯、炭疽
- 美国華麗搖滾樂團 吻
- 美国經典重金屬樂團潘特拉（英语：Pantera）原鼓手 維尼爾·保羅（英语：Vinnie Paul）
- 美国美式金屬新浪潮龍頭樂團 滑結
- 美国美式金屬新浪潮龍頭樂團 上帝羔羊
- 美国金屬核樂團 混種魔獸
- 美国另類金屬樂團 騷動（英语：Disturbed (band)）
- 美国龐克樂團 極端低潮
- 美国金屬樂團 五指死拳（英语：Five Finger Death Punch）
- 美国饒舌金屬龍頭樂團 林普巴茲提特
- 美国金屬樂團 屠殺嬌娃（英语：Butcher Babies）
- 美国金屬樂團 蟑螂老爹
- 美国金屬樂團 煤炭密室（英语：Coal Chamber）
- 美国金屬樂團 君權帝國（英语：Crown the Empire）
- 美国金屬樂團 真相大白（英语：Unlocking the Truth）
- 美国金屬樂團 大事件（英语：Issues (band)）
- 美国搖滾樂團 鬼靈精怪（英语：Pennywise (band)）
- 美国另類搖滾始祖樂團之一 再無信仰（英语：Faith No More）
- 美国另類搖滾樂團 迪斯可集體瘋狂
- 美国鞭擊金屬樂團 暴亂狂徒（英语：Havok (band)）
- 美国搖滾樂團 黃色卡片（英语：Yellowcard）
- 美国金屬樂團 動漫美國（英语：Animetal USA）
- 美国金屬樂團 珍的嗜好（英语：Jane's Addiction）
- 美国金屬核樂團 熊牙（英语：Beartooth (band)）
- 美国搖滾樂團 穿透防護（英语：Pierce the Veil）
- 美国硬蕊龐克樂團 自殺傾向（英语：Suicidal Tendencies）
- 美国硬蕊龐克樂團 狗咬狗（英语：Dog Eat Dog (band)）
- 美国搖滾樂團 槍與玫瑰
- 美国搖滾樂團 嗆辣紅椒
- 美国搖滾樂團 史密斯回聲
- 美国著名工業金屬歌手 瑪麗蓮·曼森
- 美国「驚悚搖滾教父」埃利斯·庫珀
- 美国「殭屍鬼才」羅伯·殭屍
- 美国搖滾樂團大人物貝斯手 比利·席漢
- 美国搖滾樂團 廉價把戲
- 美国流行歌手 星光夫人（英语：Lady Starlight）
- 美国流行歌手 亞莉安娜·格蘭德
- 加拿大龐克樂團 魔數41
- 德国新德意志硬式搖滾樂團 雷姆斯汀
- 法國工業金屬樂團 集體失控（英语：Mass Hysteria (band)）
- 英国搖滾傳奇皇后樂團吉他手 布萊恩·梅
- 英国金屬核樂團 飛越地平線
- 英国重金屬始祖樂團之一 猶大祭司與其教父級主唱 羅柏·哈爾福德
- 英国搖滾樂團 閃電之子（英语：Blitz Kids (band)）
- 英国輾核樂團 死亡汽油彈（英语：Napalm Death）
- 英国搖滾樂團 皇室血脈（英语：Royal Blood (band)）
- 英国極端金屬樂團 狂獸屍身
- 英国另類搖滾樂團 馬摩斯（英语：Marmozets）
- 英国金屬樂團 致命情人
- 英国搖滾樂團 吸血鬼獵人（英语：FVK (band)）
- 英国搖滾樂團 猛禽之王（英语：Max Raptor）
- 英国搖滾樂團 伊麗莎與熊（英语：Eliza And The Bear）
- 英国金屬樂團 獵音
- 英国金屬樂團 築夢者（英语：Architects (British band)）
- 英国後龐克樂團 致命玩笑（英语：Killing Joke）
- 英国後硬蕊樂團 問問亞歷山大
- 英国創作歌手 艾瑪·布萊格麗（英语：Emma Blackery）
- 丹麦金屬樂團 狂音（丹麥語：Volbeat）
- 挪威黑金屬樂團 血浴（英语：Abbath (band)）
- 瑞典死亡金屬樂團 殘月魔都
- 瑞典旋律死亡金屬樂團 維京戰神
- 瑞典旋律死亡金屬樂團 邪神大敵吉他手 麥克·阿莫特（英语：Michael Amott）
- 臺灣金屬樂團閃靈貝斯手 葉湘怡
- 日本金屬樂團 信念交錯
- 日本搖滾樂團 前衛之城（日语：アーバンギャルド）
- 日本搖滾樂團 ONE OK ROCK
- 日本搖滾樂團 FLOW
- 日本搖滾樂團 凜冽時雨
- 日本「視覺系搖滾教父」X JAPAN團長 YOSHIKI
- 日本搖滾組合 B'z結他手 松本孝弘
- 日本流行歌手 LiSA

等等，都在各大金屬音樂節的後台、或特地觀賞她們的公演後與BABYMETAL交流並合照。

## 業界評論
- 美国《告示牌雜誌》評：
「從音樂中感受到了熱情和知性，背景樂隊演奏驚人的好。[293]」
- 美国《芝加哥論壇報》評：
「她們很震撼。而且毫無疑問，這是金屬，即使它琅琅上口且充滿了娛樂性。主唱SU-METAL具有詮釋搖滾的風範，穿著紅黑對比的服裝，兩個舞員圍著跳舞，她同時有著動漫人物和搖滾女神的氣質。每場演出結束時，三人就揚長而去，像體操運動員，總是活潑、完美的三重唱。她們的狐狸標誌很迷人，神秘又好玩，很有意思。[294]」
- 美国福斯新聞頻道評：
「Babymetal已成為全球前所未有的現象，這要歸功於其不尋常的流行旋律、扎實良好的演唱基礎和強大的現場娛樂表演，這些東西在網路上就像病毒一樣瘋狂擴散。除了音樂風格的爭論，關於它之所以成功的優點，Babymetal都證明了日本〝能夠產生獨特的音樂形態〞。[295]」
- 英国金屬音樂雜誌《Metal Hammer（英语：Metal Hammer）》評：
「從來沒有人看過或聽過像Babymetal這樣的團體，金屬樂也從此變得不一樣了。[134]」
- 美国雜誌《Vice》音樂記者金·凱莉（英语：Kim Kelly）評：
「Babymetal開創融合J-pop和激流新金屬——這種狂熱躁動的混合音樂形式後，撬開傳統金屬樂的鐵門已成為事實，這也是為什麼她們這麼有爭議。我第一次聽到她們音樂的時候完全受不了。直到有一次，看過她們的現場演出之後，她們的專業技藝重新贏得了我的尊敬。毫無疑問——任何一個視力正常的人都沒法否認她們現場的精彩和震撼。[242]」
- 英国《衛報》評：
「她們可能不會受到部分“頑固”的金屬樂歌迷的理解，然而這並不會阻礙BABYMETAL將來的發展。另外在音樂方面，BABYMETAL開創了一種新的音樂流派。[296]」
- 英国《太陽報》評：
「其怪誕的日音／金屬融合形式，囊括了某些可怕的金屬riff，電音的蜂鳴聲，還有甜美稚嫩的唱腔。這群充滿了可愛超現實文化衝突的女孩顯然在她們，呃……神秘的狐神指引之下走著一條正確的道路。[297]」
- 英国雜誌《Hit The Floor》資深音樂編輯詹姆斯·保羅·馬修斯（英语：James Paul Matthews）評：
「透過首張專輯證明了，Babymetal就是絕對的天才。是的，天才。全世界每一個聽者通通都在問自己〝我喜歡這個？〞或〝我討厭這個？〞，光是做到這一點就完全令人興奮了。Babymetal的首張專輯是最有趣也最令人困惑的，不僅僅是二十一世紀，說不定還是有史以來。[298]」
- 芬兰媒體網站「KaaosZine」評：
「若我們只從純粹的金屬樂上考慮，她們的專輯不會滿分。但如果把所有組成的元素視為一個整體，所有作曲、樂手、成員和巡演，不得不佩服日本的特殊天才。[299]」
- 巴西重金屬音樂媒體網站「Whiplash.net」評：
「憤怒、戰爭、神話、友誼、死亡、藥物、酒精、性、打鬥、感情、政治...金屬樂很龐大，但選擇的主題都差不多。近年來金屬的確缺乏變化，各種流派既飽和、又發展得很成熟了。今天Babymetal讓世界重新想起了，金屬樂應該是樂趣無窮的，這也許就是他們能吸引廣大樂迷的原因之一。[300]」
- 日本周刊《東洋經濟》評：
「松田聖子、宇多田光 ……無數的日本音樂藝人嘗試過挑戰海外市場，但那片無一人能真正到達的領域，卻被三個十多歲的女孩子躍居而至。無論是在日本還是海外，這支由三名少女領頭的金屬樂團所取得的成就，早已超過了之前任何的日本女歌手。[301]」
- 美国鞭擊金屬樂團麥加帝斯前主奏吉他手馬蒂·弗里德曼評：
「如果你把Babymetal中重金屬吉他之類的東西去掉，你就會得到原本日本流行音樂中那些有趣古怪的東西。但是整個聽起來卻是超級金屬的，對我來說，這聽起來就像是在瘋子上面加了日本流行歌曲。若拿掉人聲純聽（樂器）演奏，它可是非常大器、激烈而具侵略性的，聽起來就是典型且棒透了的重金屬，而且演奏技術也是一等一的。因此，對於像我這種一輩子都在彈重金屬的人來說，這真是超新鮮的。我的意思是，我當然可以聽另一首很棒的潘特拉（英语：Pantera）歌曲，但我們已經聽到快爛掉了。[302][303]」
- 日本視覺系始祖樂團X JAPAN鼓手YOSHIKI評：
「我對新的音樂形式的態度一向是很開放的，尤其是搖滾金屬這些，更不應該有那麼多的條條框框，這種前面是可愛的小姑娘背後是重金屬的創意我很喜歡。未來有機會的話，也許我們能同台共演，應該會是個很棒的主意。[304]」
- 英国極端金屬樂團狂獸屍身主唱兼貝斯手傑佛瑞·沃克（英语：Jeffrey Walker）評：
「我認為這一現象其實和古幽靈（英语：Ghost (Swedish band)）的出現類似。當古幽靈出現時，很多樂迷對古幽靈的反應也非常激烈，其實在某種程度上娛樂大眾的效果達到了。不要太嚴肅，享受其中的樂趣。[305]」
- 英国旋律金屬核樂團埋葬明日（英语：Bury Tomorrow）貝斯手大衛·溫特·貝茲（英语：Davyd Winter-Bates）評：
「我認為Babymetal所帶來的是，有太多金屬樂團把自己搞得超嚴肅的，老兄，我們這是另類音樂啊！我是指這裡連穿風衣畫眼線的大漢都有了，金屬不是嚴肅的圈子呀。看看Download音樂節，每個人都享受著快樂，這就是他們（Babymetal）所帶給金屬的，就是單純的樂趣。[306]」
- 英国碾核樂團死亡汽油彈（英语：Napalm Death）貝斯手肖恩·安柏利（英语：Shane Embury）評：
「有這支少年樂團的存在，可以吸引更多孩子，讓他們儘早適應重的聲音。一句話，越早養成越好。有些人簡單的認為BABYMETAL被稱為金屬是種冒犯。為什麼？為什麼你會覺得冒犯了？金屬是一個大流派，有各種樂團來來去去，也有各種奇怪好笑的風格，我可能不喜歡聽那些音樂，但我覺得有趣的是沉重的電吉他用各種不同的方式演奏。對我來說，BABYMETAL就是一個很好的延伸。[307]」
- 英国速度金屬樂團龍族悍將吉他手李康敏評：
「我認為，可以跨界讓那些完全沒有接觸過金屬的人發現這裡，把那些人帶進這個圈子，所以說他們當下真的是一支非常重要的樂團組合。舉個例子，有很多人透過『吉他英雄』這遊戲成為金屬迷，我覺得他們就是擔任著如此重要角色的一個樂團，我們需要更多像他們那樣可以玩出不同花樣的人。[308]」

## 獎項及榮譽

### 獲獎與提名
| 年份 | 獲提名                 | 獎項                                              | 結果 |
| ---- | ---------------------- | ------------------------------------------------- | ---- |
| 2014 | BABYMETAL              | 「2014 MTV 歐洲音樂獎」最佳日本音樂人獎           | 提名 |
| 2014 | BABYMETAL              | 「NEO Awards 2014」最佳音樂人獎                   | 獲獎 |
| 2015 | 《BABYMETAL》          | 「第7回 CD店大獎」大賽獎                          | 獲獎 |
| 2015 | BABYMETAL              | 「Loudwire 第四屆音樂獎」年度最佳新人獎           | 獲獎 |
| 2015 | BABYMETAL              | 「Kerrang!音樂獎 2015」獨立精神獎                 | 獲獎 |
| 2015 | BABYMETAL              | 「Metal Hammer金神獎 2015」突破獎                 | 獲獎 |
| 2015 | BABYMETAL              | 「2015 MTV 歐洲音樂獎」最佳日本音樂人獎           | 提名 |
| 2015 | BABYMETAL              | 「2015 MTV 日本音樂錄影帶大獎」最佳重金屬藝人獎   | 獲獎 |
| 2015 | BABYMETAL              | 「GQ 2015年度風雲人物」特別獎                     | 獲獎 |
| 2015 | BABYMETAL              | 「Vogue Japan 2015」年度女性大獎                  | 獲獎 |
| 2015 | BABYMETAL              | 「NEO Awards 2015」最佳音樂人獎                   | 獲獎 |
| 2015 | BABYMETAL              | 「Loudwire 第五屆音樂獎」年度粉絲投票冠軍         | 獲獎 |
| 2015 | BABYMETAL              | 「Loudwire 第五屆音樂獎」年度最佳現場演出獎       | 獲獎 |
| 2015 | 〈Road of Resistance〉 | 「Loudwire 第五屆音樂獎」年度最佳重金屬歌曲獎     | 獲獎 |
| 2016 | BABYMETAL              | 「另類新聞音樂獎 2016」最佳國際樂團獎             | 提名 |
| 2016 | BABYMETAL              | 「Kerrang!音樂獎 2016」最佳現場樂團獎             | 獲獎 |
| 2016 | BABYMETAL              | 「Metal Hammer金神獎 2016」最佳國際樂團獎         | 提名 |
| 2016 | 《METAL RESISTANCE》   | 「第9回 CD店大獎」大賽獎                          | 提名 |
| 2016 | BABYMETAL              | 「英國獨立音樂獎 2016」最佳現場演出獎             | 獲獎 |
| 2016 | 〈空手道〉             | 「2016 MTV 日本音樂錄影帶大獎」最佳團體錄影帶獎   | 提名 |
| 2016 | 〈空手道〉             | 「2016 MTV 日本音樂錄影帶大獎」最佳重金屬錄影帶獎 | 獲獎 |
| 2016 | 《METAL RESISTANCE》   | 「2016 MTV 日本音樂錄影帶大獎」最佳年度專輯獎     | 獲獎 |
| 2016 | BABYMETAL              | 「左輪手槍音樂獎」最佳新人獎                      | 提名 |
| 2016 | BABYMETAL              | 「Loudwire 第六屆音樂獎」年度最佳現場演出獎       | 獲獎 |
| 2016 | BABYMETAL              | 「Loudwire 第六屆音樂獎」年度粉絲投票冠軍         | 獲獎 |
| 2016 | 《METAL RESISTANCE》   | 「Loudwire 第六屆音樂獎」年度最佳金屬專輯獎       | 獲獎 |
| 2016 | SU-METAL               | 「Loudwire 第六屆音樂獎」年度搖滾女神獎           | 獲獎 |
| 2016 | 〈空手道〉             | 「Loudwire 第六屆音樂獎」年度最佳重金屬歌曲獎     | 獲獎 |

### 榮譽
| 發布年份 | 發布者                   | 獲提名               | 榮譽                                            | 位置   |
| -------- | ------------------------ | -------------------- | ----------------------------------------------- | ------ |
| 2014     | Gigwise                  | BABYMETAL            | 2014年Sonisphere音樂節的十大神奇好事            | 3      |
| 2014     | Gigwise                  | BABYMETAL            | 2014年最佳現場表演排名                          | 12     |
| 2014     | Kerrang!                 | BABYMETAL            | 2014年最震撼的101個時刻                         | 45     |
| 2014     | Kerrang!                 | BABYMETAL            | 世界當前最熱門的20支樂團排名                    | 7      |
| 2014     | Billboard                | BABYMETAL            | 2014年度全球專輯藝人榜                          | 5      |
| 2014     | Billboard                | 《BABYMETAL》        | 2014年度全球專輯榜                              | 7      |
| 2014     | Metalholic               | 《BABYMETAL》        | 2014年50張最佳硬搖滾和重金屬專輯                | 榮譽獎 |
| 2014     | MetalSucks               | 《BABYMETAL》        | 2014年度前15大金屬專輯                          | 1      |
| 2014     | DJ Tsutaya(樂評人)       | 《BABYMETAL》        | 2014年度最佳專輯排名                            | 3      |
| 2014     | Shiori Kobayashi(樂評人) | 《BABYMETAL》        | 2014年度最佳專輯排名                            | 3      |
| 2014     | Tower Records Japan      | 《BABYMETAL》        | 2014年度最暢銷排行榜                            | 7      |
| 2014     | CDJapan                  | 《BABYMETAL》        | 2014年度全店最暢銷商品排行榜                    | 1      |
| 2014     | AMP music                | 《BABYMETAL》        | 2014年度最佳專輯評比排名                        | 22     |
| 2015     | The Arcade               | 《BABYMETAL》        | 2014年最佳專輯排名                              | 1      |
| 2015     | The Arcade               | BABYMETAL            | 2014年最佳樂團排名                              | 1      |
| 2015     | Whiplash.net             | BABYMETAL            | 2014年最佳國際樂團                              | 4      |
| 2015     | Whiplash.net             | BABYMETAL            | 2014年好事排名                                  | 4      |
| 2015     | Whiplash.net             | SU-METAL             | 2014年最佳國際女主唱                            | 6      |
| 2015     | Whiplash.net             | LEDA                 | 2014年最佳國際吉他手                            | 18     |
| 2015     | Whiplash.net             | BOH                  | 2014年最佳國際貝斯手                            | 9      |
| 2015     | Whiplash.net             | 青山英樹             | 2014年最佳國際鼓手                              | 8      |
| 2015     | Whiplash.net             | 《BABYMETAL》        | 2014年最佳國際專輯                              | 5      |
| 2015     | Metal Storm              | 《BABYMETAL》        | 2014年最佳首張專輯排名                          | 11     |
| 2015     | Metal Japan              | SU-METAL             | 2014年度最佳主唱排名                            | 10     |
| 2015     | Metal Japan              | 大村孝佳             | 2014年度最佳吉他手排名                          | 1      |
| 2015     | Metal Japan              | BABYMETAL            | 2005～2014年10大最佳重金屬現場表演排名          | 3      |
| 2015     | Metalholic               | BABYMETAL            | 2014年前25大硬搖滾與金屬嬌娃                    | 8      |
| 2015     | Spotify                  | BABYMETAL            | Spotify的當紅藝人排行榜                         | 4      |
| 2015     | Kerrang!                 | BABYMETAL            | 一定要去2015年Reading and Leeds音樂節的10個原因 | 7      |
| 2015     | Billboard                | BABYMETAL            | 2015年度全球專輯藝人榜                          | 5      |
| 2015     | Billboard                | 《BABYMETAL》        | 2015年度全球專輯榜                              | 5      |
| 2015     | B-Pass                   | 〈給我巧克力!!〉     | 情人節最想聽的名曲排行                          | 3      |
| 2015     | OKMusic                  | 〈給我巧克力!!〉     | 關於巧克力的最好聽情人節歌曲                    | 1      |
| 2016     | Loudwire                 | 《METAL RESISTANCE》 | 2016年4月份最期待專輯                           | 1      |
| 2016     | Kerrang!                 | SU-METAL             | 當今世界50大搖滾明星                            | 13     |
| 2016     | Ameba                    | SU-METAL             | 大學生最喜愛的偶像排行榜                        | 4      |
| 2016     | Metal Hammer             | 《BABYMETAL》        | 21世紀百大專輯榜（樂評人、樂手和讀者共同評選）  | 92     |
| 2016     | Metal Hammer             | 《BABYMETAL》        | 21世紀百大專輯榜（讀者票選）                    | 1      |
| 2016     | Metal Hammer             | 《BABYMETAL》        | 過去30年最佳金屬處女作票選                      | 2      |
| 2016     | Metal Hammer             | 《METAL RESISTANCE》 | 2016年度50大專輯                                | 30     |
| 2016     | Tower Records Japan      | 《METAL RESISTANCE》 | 2016年度最暢銷排行榜                            | 6      |
| 2016     | HMV                      | 《METAL RESISTANCE》 | 2016年度最佳銷量榜                              | 19     |
| 2016     | Amazon Japan             | 《METAL RESISTANCE》 | 2016年度音樂類銷量排行榜                        | 13     |
| 2016     | Amazon Japan             | 《METAL RESISTANCE》 | 2016年度10大專輯                                | 10     |
| 2016     | Amazon Japan             | 《BABYMETAL》        | 2016年度10大專輯                                | 7      |
| 2016     | Amazon Japan             | BABYMETAL            | 2016年度10大音樂藝術家                          | 5      |
| 2016     | Oricon                   | BABYMETAL            | 2016年女藝人突破排行榜                          | 4      |
| 2016     | Spotify                  | BABYMETAL            | 2016年度海外點播率最高的日本音樂家              | 2      |
| 2016     | Billboard                | BABYMETAL            | 2016年度全球專輯藝人榜                          | 4      |
| 2016     | Billboard                | 《METAL RESISTANCE》 | 2016年度全球專輯榜                              | 3      |
| 2016     | Amazon UK                | 《LIVE AT WEMBLEY》  | 2016年度另類金屬專輯銷量榜                      | 1      |
| 2016     | Amazon UK                | 《BABYMETAL》        | 2016年度另類金屬專輯銷量榜                      | 7      |
| 2016     | Amazon UK                | 《METAL RESISTANCE》 | 2016年度另類金屬專輯銷量榜                      | 6      |
| 2016     | Loudwire                 | 《METAL RESISTANCE》 | 2016年度20大最佳金屬專輯                        | 15     |
| 2016     | Kerrang!                 | 《METAL RESISTANCE》 | 2016年度50張最優秀專輯                          | 9      |
| 2016     | Consequence of Sound     | 《METAL RESISTANCE》 | 2016年度前50大專輯                              | 31     |
| 2016     | MetalSucks               | 《METAL RESISTANCE》 | 2016年度票選最佳金屬專輯                        | 1      |
| 2016     | Rock Sound               | 《METAL RESISTANCE》 | 2016年度讀者票選最喜愛專輯                      | 4      |
| 2016     | Oricon                   | 《METAL RESISTANCE》 | 2016年度專輯銷售排行榜                          | 17     |
| 2016     | Disk Union               | 《METAL RESISTANCE》 | 2016年度網路商店金屬類專輯銷量榜                | 2      |
| 2016     | Loudwire                 | 〈空手道〉           | 2016年度20大最佳金屬樂曲                        | 20     |
| 2016     | Amazon UK                | 〈空手道〉           | 2016年度最佳金屬樂曲                            | 6      |
| 2016     | Youtube Japan            | 〈空手道〉           | 2016年度音樂類百大熱門影片                      | 21     |
| 2016     | Metal Japan              | 〈空手道〉           | 2016年度硬搖滾／重金屬音樂錄影帶瀏覽量總榜      | 2      |
| 2016     | Kerrang!                 | 〈空手道〉           | 2016年度讀者票選最佳樂曲                        | 1      |
| 2016     | Music.jp                 | BABYMETAL            | 2016年度全球女子團體排行榜                      | 69     |
| 2016     | Rock Sound               | BABYMETAL            | 2016年度讀者票選最佳國際樂團                    | 2      |
| 2016     | Rock Sound               | BABYMETAL            | 2016年度讀者票選最佳現場樂團                    | 2      |
| 2017     | AXS                      | 《METAL RESISTANCE》 | 2016年度最佳金屬專輯票選                        | 1      |
| 2017     | Alternative Press Japan  | 《METAL RESISTANCE》 | 2016年度最佳專輯票選                            | 1      |
| 2017     | Alternative Press Japan  | 〈空手道〉           | 2016年度最佳音樂錄影帶票選                      | 1      |
| 2017     | Alternative Press Japan  | BABYMETAL            | 2016年度藝人票選                                | 2      |
| 2017     | Alternative Press Japan  | BABYMETAL            | 2016年度最佳現場票選                            | 2      |
| 2017     | TheTopTens               | SU-METAL             | 十大最佳金屬主唱                                | 3      |
| 2017     | 日本數位媒體協會         | BABYMETAL            | 2016年度／第22屆AMD數位內容獎                   | 優秀獎 |
| 2017     | Fuse電視網               | BABYMETAL            | 為你心目中的女士代言                            | 1      |

## 商業搭配
| 樂曲                     | 商業搭配端                                                                                         |
| ------------------------ | -------------------------------------------------------------------------------------------------- |
| 給我巧克力!!             | SUN電視台綜合情報節目『girly BOAT』片頭曲&片尾曲                                                   |
| Iine!                    | 富士電視台系列解謎智力競賽節目『優しい人なら解ける クイズやさしいね』片頭曲&片尾曲                 |
| 女狐                     | 朝日放送・靜岡朝日電視台綜合談話性節目『ハッキリ5〜そんなに好かれていない5人が世界を救う〜』片頭曲 |
| 空手道                   | WWE・NXT PPV興行『NXT TakeOver』官方主題曲                                                         |
| PA PA YA!! (feat.F.HERO) | TBS電視台系列電視劇『MIU404』第7話 劇中歌                                                          |

## 腳註

### 出典
1. ↑  Kate Drozynski. . MTV. 2015-08-30  [2015-08-30]. （原始内容存档于2015-08-30） （英语）.
2. ↑  . 滾石雜誌. 2015-05-11  [2015-10-18]. （原始内容存档于2015-09-24） （英语）.
3. ↑  Helmut Löwe. . koeln.de. 2014-07-04  [2015-11-01]. （原始内容存档于2016-03-05） （德语）.
4. 1 2 3  . BABYMETAL.   [2013-01-23]. （原始内容存档于2014-07-02） （日语）.
5. ↑  . BARKS.   [2014-02-22]. （原始内容存档于2018-06-13） （英语）.
6. ↑  . Allmusic. All Media Guide.   [2014-11-16]. （原始内容存档于2014-12-12） （英语）.
7. ↑  Maria Sherman. . Fuse. 2015-05-28  [2015-10-18]. （原始内容存档于2015-09-24） （英语）.
8. 1 2  YouTube上的BABYMETAL - ヘドバンギャー！！- Headbangeeeeerrrrr!!!!!!! (OFFICIAL)
9. 1 2  . Blabbermouth. 2011-10-28  [2016-07-08]. （原始内容存档于2016-09-05） （英语）.
10. ↑  . MTV. 2015-08-29  [2016-07-02]. （原始内容存档于2015-08-30） （英语）.
11. ↑  . J-CAST, Inc. 2011-12-16  [2016-07-03]. （原始内容存档于2016-06-23） （日语）.
12. ↑  . AllMusic. 2014-05-16  [2016-07-02]. （原始内容存档于2016-07-04） （英语）.
13. ↑  . BARKS. 2012-01-10  [2016-07-03]. （原始内容存档于2016-08-16） （日语）.
14. ↑  . koeln.de. 2014-04-07  [2016-07-02]. （原始内容存档于2016-03-05） （德语）.
15. ↑  . earMUSIC.   [2016-07-08]. （原始内容存档于2016-06-28） （英语）.
16. 1 2 3 4 5 6 7 8 9 10 11 12 13 14 15 16 17 18 19 20 21  《ヘドバン》2013年7月4日 VOL.1 創刊號金屬特輯BABYMETAL、X JAPAN 出版社：SHINKO MUSIC（ISBN： 978-4-40-163846-8）
17. ↑  . TeamRock. 2015-09-04  [2016-07-09]. （原始内容存档于2016-07-13） （英语）.
18. ↑  . J-CAST. 2011-12-16  [2013-11-12]. （原始内容存档于2016-06-23） （日语）.
. Oricon. 2013-01-21  [2013-11-12]. （原始内容存档于2014-10-09） （日语）.
19. ↑  . MelodicaMente. 2016-06-23  [2016-07-08]. （原始内容存档于2016-06-29） （意大利语）.
20. 1 2  . 日経トレンディネット. 2012-10-31  [2014-01-12]. （原始内容存档于2017-10-24） （日语）.
21. ↑  . Japan Info. 2015-10-07  [2016-07-09]. （原始内容存档于2016-08-17） （中文）.
22. 1 2 3 4 5 6  . Rock Sound. 2016-03-28  [2016-07-13]. （原始内容存档于2016-06-19） （英语）.
23. 1 2  . J-CAST. 2011-12-16  [2013-01-23]. （原始内容存档于2016-06-23） （日语）.
24. 1 2 3  Kawaii Girl Japan. . 2013-10-04  [2014-05-14]. （原始内容存档于2014-04-12） （英语）.
25. 1 2  . billboard.   [2016-07-05]. （原始内容存档于2016-06-02） （英语）.
26. 1 2  . myticket.co.uk. 2014-05-02  [2016-07-08]. （原始内容存档于2016-08-16） （英语）.
27. 1 2  . Metal Hammer.   [2015-06-15]. （原始内容存档于2016-03-25） （英语）.
28. 1 2  . Loudwire.   [2015-06-12]. （原始内容存档于2015-06-14） （英语）.
29. 1 2  . Metal Injection. 2015-01-25  [2016-07-10]. （原始内容存档于2016-07-11） （英语）.
30. 1 2  （村田游、Kindle版第三版、位置No. 147/1104）
31. ↑  . natalie.mu.   [2014-04-06]. （原始内容存档于2015-11-27） （日语）.
32. ↑  . シネマトゥデイ.   [2011-07-04]. （原始内容存档于2011-07-14） （日语）.
33. ↑  . billboard-japan.   [2011-11-07]. （原始内容存档于2015-02-06） （日语）.
34. ↑  . CDJournal.   [2012-02-09]. （原始内容存档于2013-11-12） （日语）.
35. ↑  . billboard-japan.   [2012-03-19]. （原始内容存档于2015-09-24） （日语）.
36. ↑  . Oricon.   [2012-03-09]. （原始内容存档于2015-04-18） （日语）.
37. ↑  . billboard-japan. 2012-07-16  [2016-07-04]. （原始内容存档于2016-03-03） （日语）.
38. ↑  . BARKS. 2012-08-20  [2013-05-03]. （原始内容存档于2013-01-18） （日语）.
39. ↑  . Oricon.   [2012-10-17]. （原始内容存档于2015-09-24） （日语）.
40. ↑  . Oricon.   [2012-10-10]. （原始内容存档于2016-08-17） （日语）.
41. ↑  . natalie. 2012-08-23  [2014-04-06]. （原始内容存档于2014-04-07） （日语）.
42. ↑  . niconiconews. 2012-12-04  [2016-07-08]. （原始内容存档于2016-08-17） （日语）.
43. 1 2  . Oricon.   [2013-11-12]. （原始内容存档于2013-12-07） （日语）.
44. ↑  . tower.   [2016-07-05]. （原始内容存档于2016-08-15） （日语）.
45. ↑  . 滾石雜誌. 2013-01-10  [2016-07-05]. （原始内容存档于2016-03-04） （日语）.
46. ↑  . MANTANWEB. 2013-02-01  [2013-12-14]. （原始内容存档于2013-12-14） （日语）.
. Billboard JAPAN. 2013-02-04  [2014-01-29]. （原始内容存档于2013-11-12） （日语）.
47. ↑  . 櫻花學院官方網站 株式會社Amuse. 2013-02-01  [2015-08-18]. （原始内容存档于2013-06-13） （日语）.
48. ↑  . Natalie. 2013-04-01  [2016-07-11]. （原始内容存档于2016-03-06） （日语）.
49. ↑  . BARKS. 2013-05-19  [2016-07-11]. （原始内容存档于2016-08-16） （日语）.
50. ↑  . CINRA.NET. 2016-05-27  [2016-07-05]. （原始内容存档于2016-07-02） （日语）.
51. 1 2  . MUSICMAN-NET. 2013-10-21  [2014-02-04]. （原始内容存档于2014-02-22） （日语）.
52. ↑  . 音楽ナタリー.   [2013-10-02]. （原始内容存档于2013-10-05） （日语）.
53. ↑  . Oricon.   [2013-11-27]. （原始内容存档于2013-12-02） （日语）.
54. ↑  . RO69. 2013-11-05  [2014-04-06]. （原始内容存档于2013-11-06） （日语）.
55. 1 2  . MetalSucks. 2014-02-10  [2016-07-03]. （原始内容存档于2016-03-18） （英语）.
56. ↑  . RO69. 2014-01-27  [2014-04-06]. （原始内容存档于2014-02-02） （日语）.
57. ↑  . Oricon.   [2014-03-10]. （原始内容存档于2014-03-05） （日语）.
58. 1 2  . Billboard JAPAN. 2014-04-08  [2014-05-07]. （原始内容存档于2014-04-11） （日语）.
59. ↑  YouTube上的BABYMETAL - ギミチョコ！！- Gimme chocolate!! (OFFICIAL)
60. ↑  . USA TODAY. 2014-03-06  [2016-07-05]. （原始内容存档于2016-06-21） （英语）.
61. ↑  . Fuse(TV channel). 2015-09-29  [2016-07-05]. （原始内容存档于2016-06-04） （英语）.
62. 1 2  . nikkansports.com. 2014-03-03  [2014-03-04]. （原始内容存档于2014-03-07） （日语）.
63. ↑  YouTube上的BABYMETAL-YUIMETAL転落からの”イジメ、ダメ、ゼッタイ”…武道館ライブのこのシーンいつ見ても泣けるよな
64. ↑  . natalie. 2014-03-06  [2014-04-06]. （原始内容存档于2014-03-21） （日语）.
65. ↑  . 2014-04-06  [2014-05-11]. （原始内容存档于2014-05-09） （英语）.
66. ↑  YouTube上的YOUTUBERS REACT TO BABYMETAL
67. ↑  . BABYMETAL.jp. BABYMETAL.   [2014-05-09]. （原始内容存档于2014-04-15） （英语）.
68. ↑  . huffingtonpost. 2014-07-10  [2016-07-08]. （原始内容存档于2016-05-30） （英语）.
69. ↑  . Blabbermouth. 2015-08-26  [2016-07-22]. （原始内容存档于2016-08-28） （英语）.
70. 1 2 3  . Music Week. 2016-06-06  [2016-07-13]. （原始内容存档于2016-07-10） （英语）.
71. ↑  . Facebook. 2014-07-22  [2016-07-03]. （原始内容存档于2017-06-02） （英语）.
72. ↑  . Metal Injection. 2014-06-18  [2016-07-08]. （原始内容存档于2016-06-10） （英语）.
73. ↑  YouTube上的BABYMETAL - BABYMETAL WORLD TOUR 2014 Message to Canada
74. ↑  . SUMMER SONIC.   [2016-07-11]. （原始内容存档于2016-04-19） （日语）.
75. ↑  . Complete Music Update. 2014-12-17  [2016-07-11]. （原始内容存档于2016-08-19） （英语）.
76. 1 2  . Gigwise. 2014-12-19  [2016-07-11]. （原始内容存档于2016-08-19） （英语）.
77. 1 2  . MetalSucks. 2014-12-02  [2016-07-03]. （原始内容存档于2016-03-18） （英语）.
78. 1 2  . BARKS. 2014-12-01  [2016-07-11]. （原始内容存档于2016-08-16） （日语）.
79. 1 2  . CDJapan. 2014-12-16  [2016-07-11]. （原始内容存档于2015-09-24） （英语）.
80. ↑  . Oricon.   [2016-07-11]. （原始内容存档于2019-05-31） （日语）.
81. 1 2  . AMP music. 2014-12-28  [2016-07-11]. （原始内容存档于2016-07-11） （日语）.
82. ↑  . Techinsight Japan. 2014-12-22  [2016-07-11]. （原始内容存档于2016-07-26） （日语）.
83. ↑  . 朝日電視台.   [2016-07-04]. （原始内容存档于2016-08-16） （日语）.
84. ↑  . The Arcade. 2015-01-01  [2016-07-11]. （原始内容存档于2016-09-11） （英语）.
85. ↑  . Oricon.   [2015-01-13]. （原始内容存档于2015-01-13） （日语）.
86. 1 2 3 4 5 6 7 8  . Whiplash.net. 2015-01-23  [2016-07-17]. （原始内容存档于2016-08-16） （英语）.
87. 1 2  . NeoMag.co.uk. 2015-01-28  [2016-01-20]. （原始内容存档于2018-10-08） （英语）.
88. 1 2  Graham 'Gruhamed' Hartmann. . Loudwire. 2015-02-03  [2015-02-24]. （原始内容存档于2015-03-07） （英语）.
89. ↑  . METAL JAPAN. 15 de fevereiro de 2015  [15 de fevereiro de 2015]. （原始内容存档于2016-06-17） （日语）.
90. 1 2 3  . METAL JAPAN. 2015-01-01  [2016-07-03]. （原始内容存档于2016-08-07） （日语）.
91. ↑  . Loudwire.   [2015-02-03]. （原始内容存档于2015-03-07） （日语）.
92. 1 2  . Babymetal Newswire. 2015-05-04  [2016-07-11]. （原始内容存档于2016-08-16） （英语）.
93. ↑  . 全日本CD店店員組合.   [2015-03-09]. （原始内容存档于2015-03-15） （日语）.
94. ↑  . 音楽ニュースサイト ナタリー.   [2015-03-09]. （原始内容存档于2015-03-09） （日语）.
95. ↑  . Oricon.   [2015-05-27]. （原始内容存档于2015-05-27） （日语）.
96. ↑  YouTube上的BABYMETAL with Dragonforce - Road of Resistance at Golden Gods
97. ↑  . Oricon.   [2015-06-21]. （原始内容存档于2015-06-21） （日语）.
98. 1 2  . Teamrock. 2015-07-21  [2016-07-15]. （原始内容存档于2016-08-11） （英语）.
99. ↑  . 音楽ニュースサイト ナタリー.   [2015-04-20]. （原始内容存档于2015-04-20） （日语）.
100. ↑  . 音楽ニュースサイト ナタリー.   [2015-09-02]. （原始内容存档于2015-09-02） （日语）.
101. ↑  . Electric Factory.   [2016-07-08]. （原始内容存档于2016-07-02） （英语）.
102. ↑  . RO69(アールオーロック).   [2015-06-22]. （原始内容存档于2015-06-23） （日语）.
103. ↑  . RO69(アールオーロック).   [2015-10-17]. （原始内容存档于2015-10-17） （日语）.
104. 1 2  . Loudwire.   [2015-10-29]. （原始内容存档于2015-10-29） （英语）.
105. 1 2  . Loudwire. 2015-10-29  [2016-06-30]. （原始内容存档于2016-05-29） （英语）.
106. 1 2  . Loudwire.   [2015-11-01]. （原始内容存档于2015-11-01） （英语）.
107. ↑  . All Things Japan.   [2015-11-20]. （原始内容存档于2015-11-28） （英语）.
108. ↑  . 音楽ニュースサイト ナタリー.   [2015-11-19]. （原始内容存档于2015-11-20） （日语）.
109. 1 2  . MTV Japan. 2015-11-09. （原始内容存档于2015-12-08） （日语）.
110. ↑  . RO69.   [2015-12-14]. （原始内容存档于2015-12-22） （日语）.
111. ↑  . 日本唱片協會.   [2016-07-03]. （原始内容存档于2018-01-19） （日语）.
112. ↑  . business.nikkeibp.   [2014-12-28]. （原始内容存档于2015-12-28） （日语）.
113. ↑  . NHK. 2016-05-02  [2016-07-04]. （原始内容存档于2016-06-27） （日语）.
114. ↑  . RO69.   [2016-02-19]. （原始内容存档于2016-02-21） （日语）.
115. ↑  . 日本唱片協會.   [2016-05-13]. （原始内容存档于2015-09-24） （日语）.
116. ↑  . music.jp.   [2016-04-05]. （原始内容存档于2017-04-07） （日语）.
117. ↑  . billboard.   [2016-07-05]. （原始内容存档于2016-04-12） （英语）.
118. ↑  . Official Charts.   [2016-04-08]. （原始内容存档于2016-04-08） （英语）.
119. ↑  . ARIA Charts.   [2016-04-09]. （原始内容存档于2016-04-14） （英语）.
120. 1 2  . Loudwire. 2016-03-15  [2016-06-30]. （原始内容存档于2016-07-04） （英语）.
121. 1 2 3  . Quick Japan. 2016-04-15  [2016-07-28]. （原始内容存档于2016-07-29） （英语）.
122. ↑  . ro69. 2016-02-03  [2016-07-04]. （原始内容存档于2016-04-23） （日语）.
123. ↑  . 日刊スポーツ新聞社.   [2016-04-04]. （原始内容存档于2016-04-04） （日语）.
124. ↑  . The Guardian.   [2016-04-03]. （原始内容存档于2016-04-03） （英语）.
125. ↑  . BARKS.   [2016-04-06]. （原始内容存档于2016-04-06） （日语）.
126. ↑  YouTube上的BABYMETAL Preform Gimme Chocolate on Stephen Colbert Show
127. 1 2  . Polygon. 2016-04-27  [2016-07-11]. （原始内容存档于2016-07-02） （英语）.
128. ↑  . Twitter.   [2016-05-25]. （原始内容存档于2016-08-06） （英语）.
129. ↑  . 報知新聞社.   [2016-05-26]. （原始内容存档于2016-05-26） （日语）.
130. ↑  . MTV Japan.   [2016-06-10]. （原始内容存档于2016-06-13） （日语）.
131. ↑  . Download Festival.   [2016-07-10]. （原始内容存档于2016-07-14） （英语）.
132. ↑  . Metal Hammer. 2016-06-22  [2016-07-16]. （原始内容存档于2016-07-12） （英语）.
133. 1 2  . Babymetal Newswire. 2016-06-29  [2016-07-11]. （原始内容存档于2016-07-08） （英语）.
134. 1 2 3  . TeamRock. 2016-07-15  [2016-07-15]. （原始内容存档于2016-07-16） （英语）.
135. 1 2  . TeamRock. 2016-07-28  [2016-07-29]. （原始内容存档于2016-07-28） （英语）.
136. 1 2  YouTube上的BABYMETAL with Rob Halford at APMA's
137. ↑  . TeamRock. 2016-07-19  [2016-07-20]. （原始内容存档于2016-07-20） （英语）.
138. 1 2  . TeamRock. 2016-08-26  [2016-08-26]. （原始内容存档于2016-08-27） （英语）.
139. ↑  . Oricon. 2016-09-20  [2016-09-21]. （原始内容存档于2016-09-20） （日语）.
140. 1 2  . 槍與玫瑰.   [2016-12-01]. （原始内容存档于2016-12-01） （英语）.
141. 1 2  . 淘兒唱片. 2016-12-05  [2016-12-05]. （原始内容存档于2016-12-20） （日语）.
142. 1 2  . 日本亞馬遜公司. 2016-12-05  [2016-12-05]. （原始内容存档于2019-09-19） （日语）.
143. 1 2  . 日本HMV. 2016-12-05  [2016-12-09]. （原始内容存档于2016-12-20） （日语）.
144. 1 2  . MetalSucks. 2016-12-14  [2016-12-15]. （原始内容存档于2016-12-17） （英语）.
145. 1 2 3  . 告示牌. 2016-12-08  [2016-12-09]. （原始内容存档于2015-08-06） （英语）.
146. 1 2  . BABYMETAL. 2016-12-08  [2016-12-08]. （原始内容存档于2016-12-18） （英语）.
147. 1 2  . 亞馬遜. 2016-12-09  [2016-12-10]. （原始内容存档于2016-12-20） （英语）.
148. 1 2  . 嗆辣紅椒. 2017-01-05  [2017-01-05]. （原始内容存档于2017-01-06） （英语）.
149. 1 2 3 4 5 6  . Loudwire. 2017-01-10  [2017-01-11]. （原始内容存档于2017-01-10） （英语）.
150. 1 2  . Metal Injection. 2017-03-06  [2017-03-08]. （原始内容存档于2017-03-08） （英语）.
151. ↑  . NME Japan. 19 December 2016  [2018-10-19]. （原始内容存档于2018-12-12） （日语）.
152. ↑  . BABYMETAL. 2017-10-15  [2017-12-03]. （原始内容存档于2017-10-17） （英语）.
153. ↑  . BABYMETAL.   [2017-12-03]. （原始内容存档于2017-12-03） （英语）.
154. ↑  Lewis, Rebecca. . Metro.co.uk. 2018-01-09  [2018-01-09]. （原始内容存档于2018-01-09）.
155. ↑  . Billboard JAPAN.   [2018-06-20]. （原始内容存档于2018-06-20） （日语）.
156. ↑  . rockin'on (株式會社rockin'on). 2018-05-02  [2019-06-30]. （原始内容存档于2019-06-30） （日语）.
157. 1 2  . 日刊體育 (日刊體育新聞社). 2018-05-09  [2018-05-09]. （原始内容存档于2018-05-09） （日语）.
158. ↑  . Loudwire. 2018-05-09  [2018-05-10]. （原始内容存档于2018-05-09） （英语）.
159. ↑  . ORICON NEWS (Oricon株式會社). 2018-05-08  [2019-08-11]. （原始内容存档于2020-02-24） （日语）.
160. ↑  . Natalie. 2018-05-01  [2018-06-04]. （原始内容存档于2018-06-20） （日语）.
161. ↑  . BARKS. 2018-05-22  [2018-06-04]. （原始内容存档于2018-06-18） （日语）.
162. ↑  株式會社rockin'on. . rockinon.com.   [2018-06-20]. （原始内容存档于2018-06-20） （日语）.
163. ↑  株式會社rockin'on. . rockinon.com.   [2018-06-20]. （原始内容存档于2018-06-20） （日语）.
164. ↑  . BARKS. 2018-06-10  [2018-06-10]. （原始内容存档于2018-06-12） （日语）.
165. ↑  . 株式會社Amuse. 2018年10月19日  [2018-10-19]. （原始内容存档于2018-10-19） （日语）.
166. ↑  . 株式會社Amuse. 2018年10月19日  [2018-10-20]. （原始内容存档于2018-10-19） （日语）.
167. ↑  株式會社rockin'on. . rockinon.com.   [2018-11-07]. （原始内容存档于2018-11-07） （日语）.
168. ↑  株式會社rockin'on. . rockinon.com.   [2018-11-07]. （原始内容存档于2018-11-07） （日语）.
169. ↑  Inc., Natasha,. . 音樂Natalie.   [2018-11-07]. （原始内容存档于2018-11-07） （日语）.
170. ↑  . 2018-12-05.
171. ↑  . CDJournal (株式會社音樂出版社). 2018-12-23  [2019-08-14]. （原始内容存档于2019-05-15） （日语）.
172. ↑  . Killyourstereo.com.   [2018-12-23]. （原始内容存档于2018-12-23） （澳大利亚英语）.
173. 1 2 3  . 日刊體育. 2019-06-29  [2019-06-29]. （原始内容存档于2019-06-29） （日语）.
174. ↑  . 音樂Natalie. 2019-06-29  [2019-06-29]. （原始内容存档于2019-06-28） （日语）.
175. ↑  . 音樂Natalie. 2019-06-27  [2019-06-29]. （原始内容存档于2019-06-27） （日语）.
176. ↑  Mark Savage. . BBC News. 2019-05-29  [2019-07-03]. （原始内容存档于2019-06-30） （英语）.
177. ↑  . nme-jp.com.   [2019-07-01]. （原始内容存档于2019-07-01） （日语）.
178. ↑  . Excite News.   [2019-07-01]. （原始内容存档于2019-07-01） （日语）.
179. ↑  . 音樂Natalie (株式會社Natasha). 2019-07-09  [2019-10-19]. （原始内容存档于2019-08-31） （日语）.
180. ↑  倉田真琴. . BURRN!（日语：BURRN!） ONLINE. 株式會社HEAVY METAL ALLIANCE. 2019-09-06  [2019-10-19]. （原始内容存档于2019-10-19） （日语）.
181. ↑  . BARKS (JAPAN MUSIC NETWORK株式會社). 2019-09-30  [2019-10-19]. （原始内容存档于2019-09-30） （日语）.
182. ↑  . Real Sound (株式會社blueprint). 2019-06-29  [2019-10-19]. （原始内容存档于2019-07-13） （日语）.
183. ↑  . Daily Sports online (株式會社Daily Sports). 2019-10-22  [2019-10-22]. （原始内容存档于2019-10-22） （日语）.
184. ↑  Kevin Rutherford. . Billboard (Hollywood Reporter-Billboard Media Group). 2019-10-23  [2019-10-24]. （原始内容存档于2019-10-24） （英语）.
185. ↑  . SPICE (株式會社eplus). 2019-10-12  [2019-10-19]. （原始内容存档于2019-10-22） （日语）.
186. ↑  . www.fashion-press.net.   [2019-11-07]. （原始内容存档于2019-11-07） （日语）.
187. ↑  . WWSチャンネル.   [2019-11-18]. （原始内容存档于2019-11-18） （日语）.
188. ↑  冬將軍. . Real Sound (株式會社blueprint). 2019-07-11  [2019-08-15]. （原始内容存档于2019-09-05） （日语）.
189. ↑  . Niconico新聞. 2019-07-01  [2019-07-01]. （原始内容存档于2019-07-01） （日语）.
190. ↑  . Excite News.   [2019-08-26]. （原始内容存档于2020-02-24） （日语）.
191. ↑  . Billboard. 2018-05-09  [2018-11-23]. （原始内容存档于2018-07-07） （英语）.
192. ↑  . まいじつ. Woman.excite. 2018-07-28  [2019-09-07]. （原始内容存档于2020-02-24） （日语）.
193. ↑  . Natalie. 2018-11-01  [2018-11-23]. （原始内容存档于2018-11-07） （日语）.
194. 1 2  カネコシュウヘイ. . Real Sound (株式会社blueprint). 2018-11-05  [2019-08-15]. （原始内容存档于2019-05-06） （日语）.
195. ↑  BABYMETALの新たなる伝説、SU-METAL聖誕祭の”15（イチゴ）の夜”をリポート! まさかのカバーも!(archive)（日語）
196. ↑  . CDJournal (株式會社音樂出版社). 2012-12-25  [2019-08-15]. （原始内容存档于2019-08-15） （日语）.
197. ↑  . 音樂Natalie (株式會社Natasha). 2013-07-04  [2019-08-15]. （原始内容存档于2019-08-15） （日语）.
198. ↑  . ELEVENPLAY.   [2019-08-15]. （原始内容存档于2019-08-15） （日语）.
199. ↑  Mマガジン20164，第28-33頁「柴那典／世界の舞台へ駆け上がった“オンリー‧ワン”な3人組 “BABYMETALというジャンル”が作り上げられた軌跡」
200. ↑  .   [2017-07-20]. （原始内容存档于2016-08-23） （日语）.
201. ↑  .   [2017-07-20]. （原始内容存档于2017-12-22） （日语）.
202. ↑  .   [2017-07-20]. （原始内容存档于2017-06-05） （英语）.
203. ↑  .   [2017-07-20]. （原始内容存档于2017-04-06） （日语）.
204. ↑  .   [2019年11月19日]. （原始内容存档于2020年2月24日）.
205. ↑  . 音樂Natalie. 2018-01-09  [2018-01-09]. （原始内容存档于2018-01-10） （日语）.
206. ↑  . 體育報知. 2018-01-09  [2018-01-09]. （原始内容存档于2018-01-09） （日语）.
207. ↑  .   [2019年11月19日]. （原始内容存档于2019年11月15日）.
208. ↑  . 體育日本. 2018-01-09  [2018-01-10]. （原始内容存档于2018-01-11） （日语）.
209. 1 2 3 4  高橋智樹. . rockin'on.com. 株式會社rockin'on. 2014-09-14  [2019-08-15]. （原始内容存档于2019-08-16） （日语）.
210. ↑  . MI TOKYO｜ミュージシャンのための音楽専門学校（東京）.   [2018-12-23]. （原始内容存档于2018-12-23） （日语）.
211. ↑  （村田游、Kindle版第三版、位置No. 246/1104）
212. ↑  YouTube上的BabyMetal Interview - Sonisphere 2014 Knebworth
213. ↑  . Gigwise. 2016-05-06  [2016-07-08]. （原始内容存档于2016-08-18） （英语）.
214. 1 2 3  . Billboard. 2016-05-23  [2016-07-03]. （原始内容存档于2016-07-02） （英语）.
215. ↑  . 滾石雜誌. 2012-06-08  [2016-07-04]. （原始内容存档于2016-08-08） （日语）.
216. ↑  . RocketNews24. 2013-06-21  [2016-07-03]. （原始内容存档于2016-07-13） （英语）.
217. ↑  . Fuse (TV channel). 2015-01-20  [2016-07-03]. （原始内容存档于2016-07-11） （英语）.
218. ↑  . Gigwise. 2014-11-06  [2016-07-03]. （原始内容存档于2016-07-18） （英语）.
219. ↑  . 愛逛街iguang. 2015-03-25  [2016-08-03]. （原始内容存档于2019-05-02） （中文）.
220. 1 2 3 4 5 6  . Babymetal Newswire. 2016-04-02  [2016-07-16]. （原始内容存档于2016-07-18） （英语）.
221. ↑  . BARKS.   [2014-03-15]. （原始内容存档于2015-04-27） （中文）.
222. ↑  YouTube上的BABYMETAL - LEGEND1997 紙芝居
223. 1 2 3  YouTube上的Babymetal - Intro - live in Toronto, May 12, 2015
224. ↑  . Kawaii Girl Japan. 2012-04-18  [2014-05-14]. （原始内容存档于2014-04-09） （日语）.
225. ↑  Kawaii Girl Japan. . Barks. 2013-07-26  [2014-05-15]. （原始内容存档于2014-05-14） （英语）.
226. ↑  . Kawaii Girl Japan. 2012-12-28  [2014-05-14]. （原始内容存档于2014-11-17） （英语）.
227. ↑  . Whiplash. 2014-11-20  [2016-07-17]. （原始内容存档于2016-06-13） （葡萄牙语）.
228. ↑  YouTube上的中高年大興奮！BABYMETALの魅力
229. ↑  . Gigwise. 2014-11-06  [2016-07-03]. （原始内容存档于2016-07-19） （中文）.
230. ↑  . BIOS Monthly. 2014-09-30  [2016-08-06]. （原始内容存档于2016-09-19） （中文）.
231. ↑  YouTube上的BABYMETAL Reading Festival 2015-08-29 004 - IDZ and Wall of Death
232. ↑  Vincent. . Roxy Rocker. 2014-07-07  [2016-09-08]. （原始内容存档于2016-07-18） （英语）.
233. ↑  . Barks. 2012-0621  [2014-05-13]. （原始内容存档于2014-05-14） （日语）.
234. ↑  . babymetaljp.   [2016-07-04]. （原始内容存档于2016-08-17） （日语）.
235. ↑  . BARKS. 2009-07-27  [2016-08-16]. （原始内容存档于2016-08-22） （日语）.
236. ↑  小松成美《YOSHIKI/佳樹》 2010，第325頁
237. ↑  . Barks. 2012-02-09  [2014-05-14]. （原始内容存档于2014-05-14） （日语）.
238. ↑  . Reddit. 2015-01-23  [2016-08-01]. （原始内容存档于2016-09-15） （英语）.
239. ↑  YouTube上的sakura gakuin motteke se-ra-huku
240. ↑  . Village Voice. 2013-05-16  [2016-08-06]. （原始内容存档于2016-08-14） （英语）.
241. ↑  . Entertainment Weekly. 2016-07-12  [2016-07-16]. （原始内容存档于2016-07-15） （英语）.
242. 1 2  . VICE. 2016-05-11  [2016-07-06]. （原始内容存档于2016-07-11） （英语）.
243. ↑  . NAVER まとめ. 2014-11-29  [2016-07-19]. （原始内容存档于2016-09-19） （日语）.
244. ↑  . fooads.   [2016-07-14]. （原始内容存档于2016-08-11） （中文）.
245. ↑  . Babymetal Newswire. 2016-04-09  [2016-07-14]. （原始内容存档于2016-07-25） （英语）.
246. ↑  . techinsight.jp. 2014-08-20  [2016-07-03]. （原始内容存档于2016-07-18） （英语）.
247. ↑  YouTube上的X JAPAN 「紅」　日本語訳詞　1990年TVより
248. ↑  YouTube上的X JAPAN-紅 LAST LIVE 1997.12.31 (HD)
249. ↑  YouTube上的BABYMETAL + X JAPAN (マッシュアップ) - NO RAIN, NO RAINBOW
250. ↑  YouTube上的X Japan - X Live 1989 (Blue Blood Tour - 爆発寸前ＧIＧ)
251. ↑  YouTube上的HIDE X JAPAN　飛べ飛べMC集
252. ↑  YouTube上的X - japan - X (live 1993)
253. ↑  . KAWAI.   [2016-07-26]. （原始内容存档于2016-04-08） （英语）.
254. ↑  YouTube上的X JAPAN - opening SE. Amethyst + Rusty nail piano intro live in HONG KONG 09.01.17
255. ↑  YouTube上的BabyMetal Opening 2015-05-12 Toronto, DanForth Music Hall
256. ↑  . Amazon.   [2016-07-26]. （原始内容存档于2016-08-06） （英语）.
257. ↑  YouTube上的"X JAPAN" "Orgasm"オルガスム①　HD高画質 【THE LAST LIVE】
258. ↑  YouTube上的BABYMETAL + X JAPAN (マッシュアップ) - 4の歌 Song 4
259. ↑  YouTube上的BABYMETAL with Dragonforce - Road of Resistance at Golden Gods, o2, 60fps
260. ↑  . Metal Injection. 2016-02-19  [2016-07-19]. （原始内容存档于2016-07-09） （英语）.
261. ↑  YouTube上的Intro - BABYMETAL London July 2014
262. ↑  . Vogue. 2016-06-03  [2016-07-19]. （原始内容存档于2016-07-18） （英语）.
263. ↑  . babymetal darake. 2014-10-18  [2016-07-19]. （原始内容存档于2016-07-28） （日语）.
264. ↑  . Togetter. 2015-01-12  [2016-07-19]. （原始内容存档于2016-08-19） （日语）.
265. ↑  . babymetal-darake. 2016-02-20  [2016-07-26]. （原始内容存档于2016-05-26） （日语）.
266. ↑  《ヘドバン》2014年2月26日 VOL.3 出版社：SHINKO MUSIC（ISBN： 978-4-40-163949-6）
267. ↑  . 激ロック(gekirock). 2012-03-06  [2016-07-03]. （原始内容存档于2016-07-29） （日语）.
268. ↑  . Natalie (網站). 2012-07-31  [2016-12-05]. （原始内容存档于2016-08-14） （日语）.
269. ↑  . Kawaii girl Japan. 2012-12-03  [2014-10-04]. （原始内容存档于2013-12-03） （日语）.
270. ↑  . RO69. 2013-11-18  [2016-07-03]. （原始内容存档于2016-08-17） （日语）.
271. ↑  . Kerrang. 2014-06-20  [2016-07-03]. （原始内容存档于2017-02-08） （英语）.
272. ↑  . BARKS.   [2014-11-09]. （原始内容存档于2014-11-10） （日语）.
273. ↑  . TeamRock. 2015-06-13  [2016-12-05]. （原始内容存档于2016-09-05） （英语）.
274. ↑  . Natalie (網站). 2015-05-09  [2016-12-05]. （原始内容存档于2016-03-03） （日语）.
275. ↑  . Fuse (TV channel). 2015-09-21  [2016-12-05]. （原始内容存档于2016-03-04） （英语）.
276. ↑  . 華納兄弟. 2016-09-29  [2016-12-10]. （原始内容存档于2017-01-02） （英语）.
277. ↑  . Techinsight. 2015-04-25  [2016-12-05]. （原始内容存档于2016-07-26） （日语）.
278. ↑  . BABYMETAL.   [2017-01-03]. （原始内容存档于2017-01-04） （日语）.
279. ↑  . BABYMETAL.   [2017-01-03]. （原始内容存档于2017-01-04） （日语）.
280. ↑  . BABYMETAL.   [2017-01-03]. （原始内容存档于2017-01-04） （日语）.
281. ↑  . ぴあ株式会社. 2016-06-23  [2017-01-03]. （原始内容存档于2017-01-04） （日语）.
282. ↑  . 每日頭條. 2016-04-07  [2017-01-03]. （原始内容存档于2018-09-26） （中文）.
283. ↑  . Blabbermouth. 2015-07-30  [2016-07-16]. （原始内容存档于2016-07-27） （英语）.
284. ↑  . Loudwire. 2015-02-17  [2016-07-16]. （原始内容存档于2016-05-25） （英语）.
285. ↑  YouTube上的【BABYMETAL】 スティーブ青木氏、BABYMETALファンを公言！
286. ↑  . NYLON JAPAN. カエルム株式会社. 2016-03-08  [2016-07-16]. （原始内容存档于2016-07-16）.
287. 1 2  . Fuse TV. 2016-03-29  [2016-07-16]. （原始内容存档于2016-07-20） （英语）.
288. ↑  . Metal Injection. 2014-07-10  [2016-07-16]. （原始内容存档于2016-07-22） （英语）.
289. ↑  . Yahoo! JAPAN. 2016-04-20  [2016-07-16] （日语）.[永久]
290. ↑  . BABYMETAL官方Facebook頁面相簿.   [2016-07-03]. （原始内容存档于2017-05-10） （英语）.
291. ↑  . Rock Sound.   [2016-07-05]. （原始内容存档于2015-09-15） （英语）.
292. ↑  . Metal Injection. 2016-05-18  [2016-07-05]. （原始内容存档于2016-07-10） （英语）.
293. ↑  . Billboard Magazine. 2014-11-05  [2016-07-01]. （原始内容存档于2017-06-05） （英语）.
294. ↑  . Chicago Tribune. 2015-05-15  [2016-07-06]. （原始内容存档于2016-08-16） （英语）.
295. ↑  . Fox News Latino. 2015-08-23  [2016-07-06] （西班牙语）.[永久]
296. ↑  . The Guardian. 2014-03-13  [2016-07-01]. （原始内容存档于2016-08-07） （英语）.
297. ↑  . The Sun (United Kingdom). 2016-04-07  [2016-07-08]. （原始内容存档于2016-09-16） （英语）.
298. ↑  . Hit The Floor Magazine. 2014-03-23  [2016-07-06]. （原始内容存档于2016-08-16） （英语）.
299. ↑  . kaaoszine. 2015-06-01  [2016-07-06]. （原始内容存档于2016-03-31） （芬兰语）.
300. ↑  . Whiplash.net. 2015-05-17  [2016-07-26]. （原始内容存档于2016-07-16） （葡萄牙语）.
301. ↑  . TOYO KEIZAI. 2016-05-30  [2016-07-08]. （原始内容存档于2016-07-09） （日语）.
302. ↑  . Rolling Stone. 2014-08-19  [2016-07-01]. （原始内容存档于2016-08-17） （英语）.
303. ↑  . nippon.com. 2016-06-08  [2016-07-02]. （原始内容存档于2016-06-29） （英语）.
304. ↑  . Metal Hammer. 2015-07-24  [2016-07-01]. （原始内容存档于2016-06-29） （英语）.
305. ↑  . Blabbermouth. 2014-08-14  [2016-07-01]. （原始内容存档于2016-08-28） （英语）.
306. ↑  YouTube上的Bury Tomorrow Interview @ Download 2016 (Talking about BABYMETAL)
307. ↑  . Blabbermouth. 2014-09-19  [2016-07-01]. （原始内容存档于2016-08-28） （英语）.
308. ↑  . Loudwire. 2016-03-07  [2016-07-01]. （原始内容存档于2016-08-17） （英语）.
309. ↑  . Geki-Rock. 2014-09-09  [2014-09-14]. （原始内容存档于2014-09-12） （日语）.
310. ↑  Musicman-Net.  [1st-stage nominees announced for "7th CD Shop Awards 2015"]. Gadget Tsūshin (getnews.jp) (Tokyo Sangyo Shimbunsha). 2014-07-18  [2016-06-30]. （原始内容存档于2016-08-08） （日语）.
311. ↑  . 2015-03-09  [2015-03-09]. （原始内容存档于2015-03-09） （日语）.
312. ↑  . Kerrang. 2015-06-11  [2015-06-12]. （原始内容存档于2016-03-06） （英语）.
313. ↑  . Metal Hammer. 2015-06-15  [2015-06-15]. （原始内容存档于2016-03-04） （英语）.
314. ↑  . MTV. 2015-10-26  [2016-06-30]. （原始内容存档于2016-07-03） （日语）.
315. ↑  . GQ JAPAN. 2015-11-20. （原始内容存档于2015-11-22） （日语）.
316. ↑  . Natalie. 2015-11-19  [2015-11-20]. （原始内容存档于2015-11-20） （日语）.
317. ↑  . VOGUE JAPAN.   [2015-11-29]. （原始内容存档于2015-11-30） （日语）.
318. ↑  . 2016-01-18  [2016-01-20]. （原始内容存档于2016-03-25） （英语）.
319. ↑  . Alternative Press. 2016-03-17  [2016-06-30]. （原始内容存档于2016-10-07） （英语）.
320. ↑  . BBC. 2016-06-10  [2016-06-30]. （原始内容存档于2016-07-09） （英语）.
321. ↑  . 2016-04-04  [2016-06-30]. （原始内容存档于2016-07-11） （英语）.
322. ↑  . RO69. 2016-07-21  [2016-07-21]. （原始内容存档于2016-07-24） （日语）.
323. ↑  . AIM Independent Music Awards.   [2016-08-03]. （原始内容存档于2012-01-07） （英语）.
324. 1 2 3  . MTV Japan. 2016-10-03  [2016-10-03]. （原始内容存档于2017-09-18） （日语）.
325. ↑  . 左輪手槍（英语：Revolver (magazine)）.   [2016-11-03]. （原始内容存档于2016-11-04） （英语）.
326. ↑  . Gigwise（英语：Gigwise）. 2014-07-07  [2016-07-03]. （原始内容存档于2016-08-18） （英语）.
327. ↑  . Kerrang!（英语：Kerrang!）. 2014-12-09  [2016-07-03]. （原始内容存档于2016-05-06） （英语）.
328. ↑  . Kerrang!（英语：Kerrang!）. 2014-12-18  [2016-07-03]. （原始内容存档于2016-07-09） （英语）.
329. 1 2 3 4  . Asian Junkie. 2016-12-09  [2016-12-12] （英语）.
330. ↑  . Metalholic. 2014-12-28  [2016-07-03]. （原始内容存档于2016-07-11） （英语）.
331. 1 2  . Geki-Rock. 2015-04-02  [2016-07-02]. （原始内容存档于2016-04-22） （日语）.
332. 1 2  . The Arcade. 2015-01-01  [2016-07-11]. （原始内容存档于2016-09-11） （英语）.
333. ↑  . METAL JAPAN. 2015-02-15  [2015-02-15]. （原始内容存档于2016-06-17） （日语）.
334. ↑  . Metalholic. 2015-01-05  [2016-07-03]. （原始内容存档于2016年7月7日） （英语）.
335. ↑  . TuneCore Japan. 2015-04-23  [2016-07-03]. （原始内容存档于2016-09-17） （日语）.
336. ↑  . Kerrang!（英语：Kerrang!）. 2015-04-22  [2015-04-22]. （原始内容存档于2015-04-24） （英语）.
337. ↑  . Ranking BOX. 2015-02-03  [2015-02-14]. （原始内容存档于2015-02-14） （日语）.
338. ↑  . OKMusic. 2015-02-16  [2015-02-16]. （原始内容存档于2015-02-17） （日语）.
339. ↑  . Ameba News. 2016-10-21  [2016-12-09]. （原始内容存档于2016-12-20） （日语）.
340. ↑  . TeamRock. 2016-08-22  [2016-08-25]. （原始内容存档于2016-08-24） （英语）.
341. ↑  . Metal Hammer. 2016-12-06  [2016-12-07]. （原始内容存档于2016-12-20） （英语）.
342. 1 2  . 日本亞馬遜. 2016-12-08  [2016-12-08]. （原始内容存档于2016-12-20） （日语）.
343. ↑  . Oricon. 2016-11-29  [2016-12-07]. （原始内容存档于2016-12-04） （日语）.
344. ↑  . billboard-japan. 2016-12-01  [2016-12-07]. （原始内容存档于2016-12-08） （日语）.
345. ↑  . Loudwire. 2016-12-09  [2016-12-10]. （原始内容存档于2016-12-10） （英语）.
346. ↑  . Kerrang!. 2016-12-06  [2016-12-10]. （原始内容存档于2016-12-10） （英语）.
347. ↑  . Consequence of Sound. 2016-11-28  [2016-12-13]. （原始内容存档于2016-12-01） （英语）.
348. ↑  . Rock Sound（英语：Rock Sound）. 2016-12-22  [2016-12-24]. （原始内容存档于2016-12-24） （英语）.
349. ↑  . Oricon. 2016-12-24  [2016-12-24]. （原始内容存档于2016-12-24） （日语）.
350. ↑  . Disk Union Metal. 2016-12-31  [2017-01-06]. （原始内容存档于2018-09-26） （日语）.
351. ↑  . Loudwire. 2016-12-14  [2016-12-14]. （原始内容存档于2016-12-14） （英语）.
352. ↑  . Amazon UK. 2016-12-17  [2016-12-17]. （原始内容存档于2019-09-19） （英语）.
353. ↑  . Youtube Japan. 2016-12-21  [2016-12-21]. （原始内容存档于2017-05-10） （日语）.
354. ↑  . Metal Japan. 2016-12-25  [2016-12-26]. （原始内容存档于2016-12-26） （日语）.
355. ↑  . Kerrang!. 2016-12-27  [2016-12-28]. （原始内容存档于2016-12-28） （英语）.
356. ↑  . Music.jp. 2016-12-25  [2016-12-28]. （原始内容存档于2016-12-28） （日语）.
357. ↑  . Rock Sound. 2016-12-27  [2016-12-28]. （原始内容存档于2016-12-28） （英语）.
358. ↑  . Rock Sound. 2016-12-28  [2016-12-29]. （原始内容存档于2016-12-29） （英语）.
359. ↑  . AXS. 2017-01-04  [2017-01-10]. （原始内容存档于2017-01-10） （英语）.
360. 1 2 3 4  . Alternative Press Japan. 2017-01-16  [2017-01-17]. （原始内容存档于2017-01-18） （日语）.
361. ↑  . TheTopTens.   [2017-02-12]. （原始内容存档于2017-02-13） （英语）.
362. ↑  . 雅虎. 2017-03-02  [2017-03-08]. （原始内容存档于2017-03-08） （日语）.
363. ↑  . Fuse電視網（英语：Fuse (TV channel)）. 2017-03-20  [2017-03-22]. （原始内容存档于2017-03-22） （英语）.
364. ↑  . 體育報知. 2016-05-27  [2016-05-27]. （原始内容存档于2016-05-26） （日语）.
365. ↑  . クランクイン (ブロードメディア株式会社). 2020-08-08  [2021-01-29] （日语）.

## 外部連結
- BABYMETAL （页面存档备份，存于） - 官方網站
- THE ONE （页面存档备份，存于） - 成員網站
- BABYMETAL APOCALYPSE WEB （页面存档备份，存于） - 舊成員網站
- YouTube上的BABYMETALofficial頻道
- BABYMETAL的X（前Twitter）
- BABYMETAL的Facebook專頁
- BABYMETAL的Instagram帳戶
- BABYMETAL （页面存档备份，存于） - Spotify
- BABYMETAL - Amuse official website （页面存档备份，存于）
- BABYMETAL | TOY'S FACTORY （页面存档备份，存于）
- BMD FOX APPAREL （页面存档备份，存于）
- BABYMETAL （页面存档备份，存于） - 歌ネット（日语：歌ネット） (歌詞情報)
- 重音部 BABYMETAL(櫻花學院) （页面存档备份，存于） - 歌ネット（日语：歌ネット） (歌詞情報)